# Vevey
Pour l’article homonyme, voir Vevey (bateau).
Pour l’article ayant un titre homophone, voir Vevay (Indiana).
Vevey (/və.vɛ/ ) est une ville et une commune suisse du canton de Vaud située sur la rive nord-est du Léman. Sixième commune du canton par sa population, elle est le chef-lieu du district de la Riviera-Pays-d'Enhaut. Au 31 décembre 2023, la commune de Vevey compte 20 139 habitants.

## Géographie

### Localisation

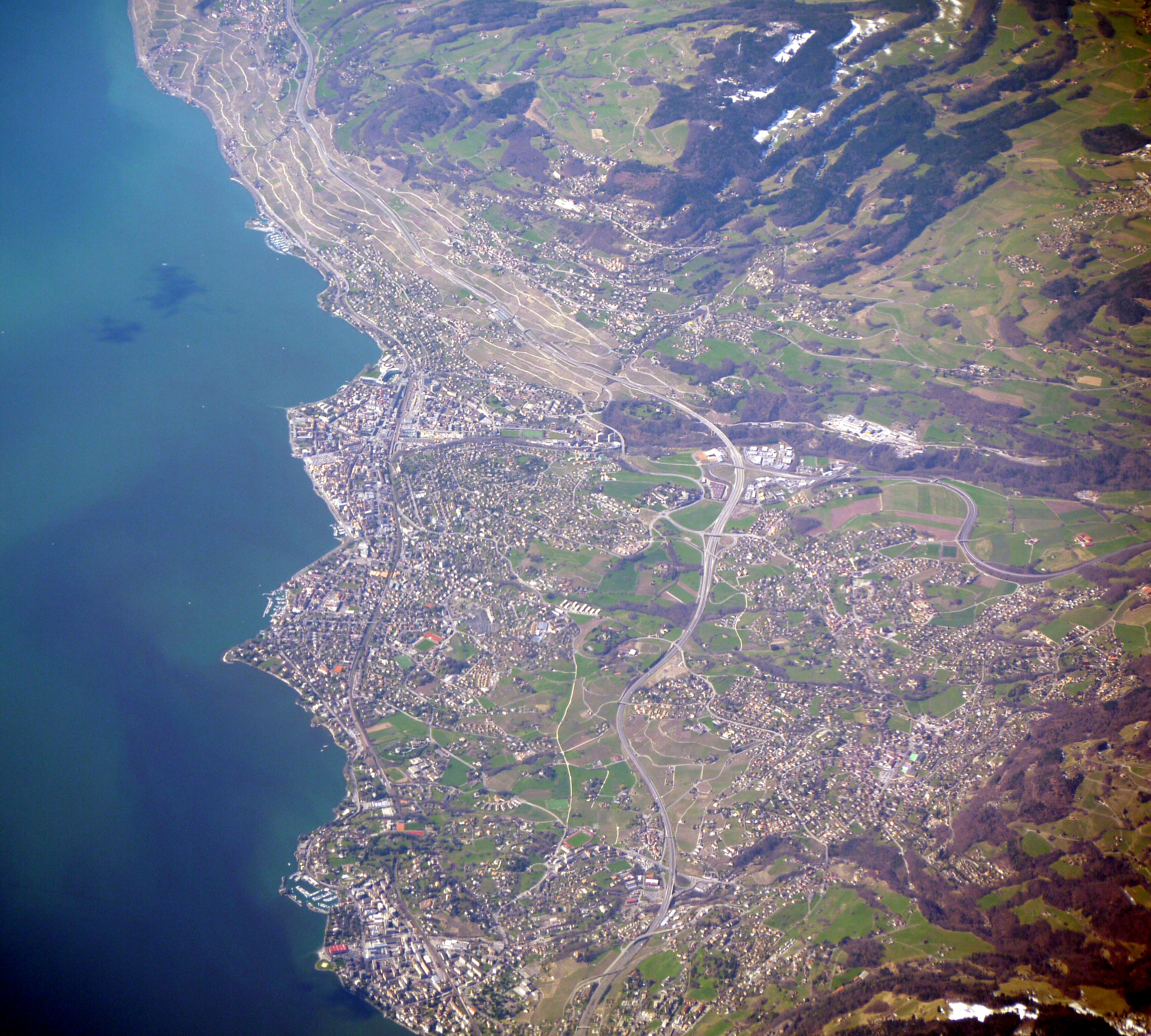
Vevey sur le cône de déjection de la Veveyse en haut de l'image.

Vevey est située en Suisse romande à l'ouest de la Suisse, sur l'axe qui relie la ville de Genève au canton du Valais. Elle est distante de 23 km de Lausanne (A9), chef-lieu du canton de Vaud, 84 km (A12) de la ville de Berne, 88 km (A9-A1) de Genève, 205 km (A12-A1) de Zurich.
Géographiquement, elle se situe sur la rive nord du Léman à l'embouchure de la Veveyse. Elle est dominée au nord-ouest par les coteaux orientaux de Lavaux et le mont Pèlerin. À l'est commencent les préalpes, avec Les Pléiades comme premier sommet. La commune comprend le centre-ville au sud, la vieille ville au sud-est et le coteau de Charmontey au nord-est.
Le territoire de Vevey s'étend sur 2,38 km2. Lors du relevé de 2013-2018, les surfaces d'habitations et d'infrastructures représentaient 88,8 % de sa superficie, les surfaces agricoles 2,9 %, les surfaces boisées 4,6 % et les surfaces improductives 2,5 %.
| Corseaux | Corsier-sur-Vevey | Blonay-Saint-Légier |
| Léman    | Vevey             | La Tour-de-Peilz    |
| Léman    | Léman             |                     |

### Climat
La ville de Vevey se trouve dans une région au climat tempéré semi-continental. Les températures oscillent entre 15 °C et 35 °C en plein été, et entre −5 °C et 5 °C durant l'hiver. Le Léman rafraîchit le climat en été et l'adoucit en hiver. Durant la saison froide, un fort taux d'humidité de l'air engendré par la proximité du lac et parfois le stratus accentue l'effet de froid ressenti.
| Mois                                | jan. | fév. | mars | avril | mai | juin | jui. | août | sep. | oct. | nov. | déc. | année |
| ----------------------------------- | ---- | ---- | ---- | ----- | --- | ---- | ---- | ---- | ---- | ---- | ---- | ---- | ----- |
| Température moyenne (°C)            | 2    | 3    | 5,4  | 8,8   | 13  | 16,4 | 19   | 18,3 | 15,5 | 11,3 | 6,2  | 2,9  | 10,1  |
| Précipitations (mm)                 | 79   | 72   | 79   | 80    | 108 | 136  | 97   | 116  | 99   | 102  | 86   | 97   | 1 131 |
| Nombre de jours avec précipitations | 11   | 11   | 12   | 11    | 13  | 13   | 10   | 10   | 9    | 9    | 10   | 10   | 120   |

### Transports

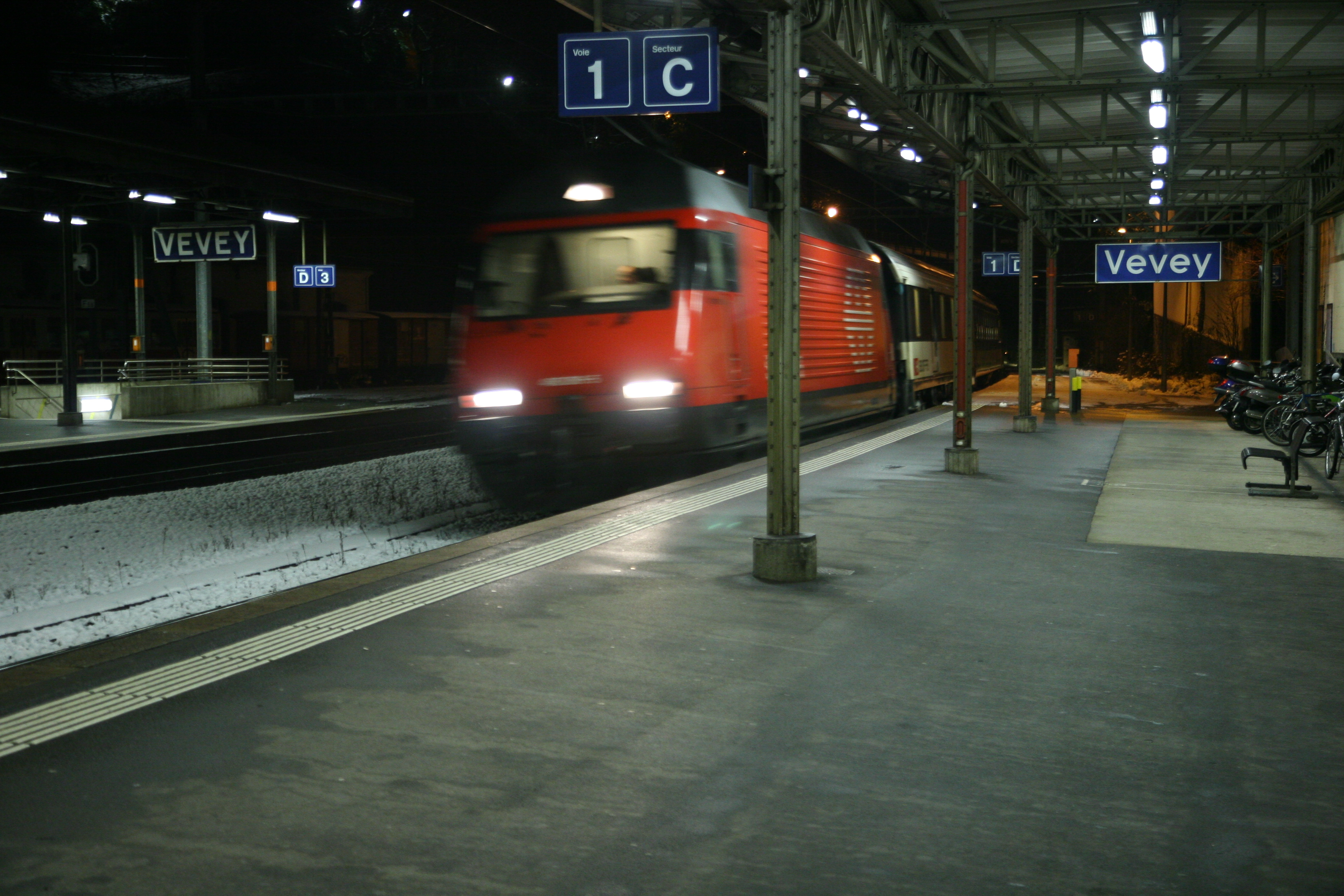
Arrivée d'un InterRegio sur le quai 1 de la gare de Vevey.

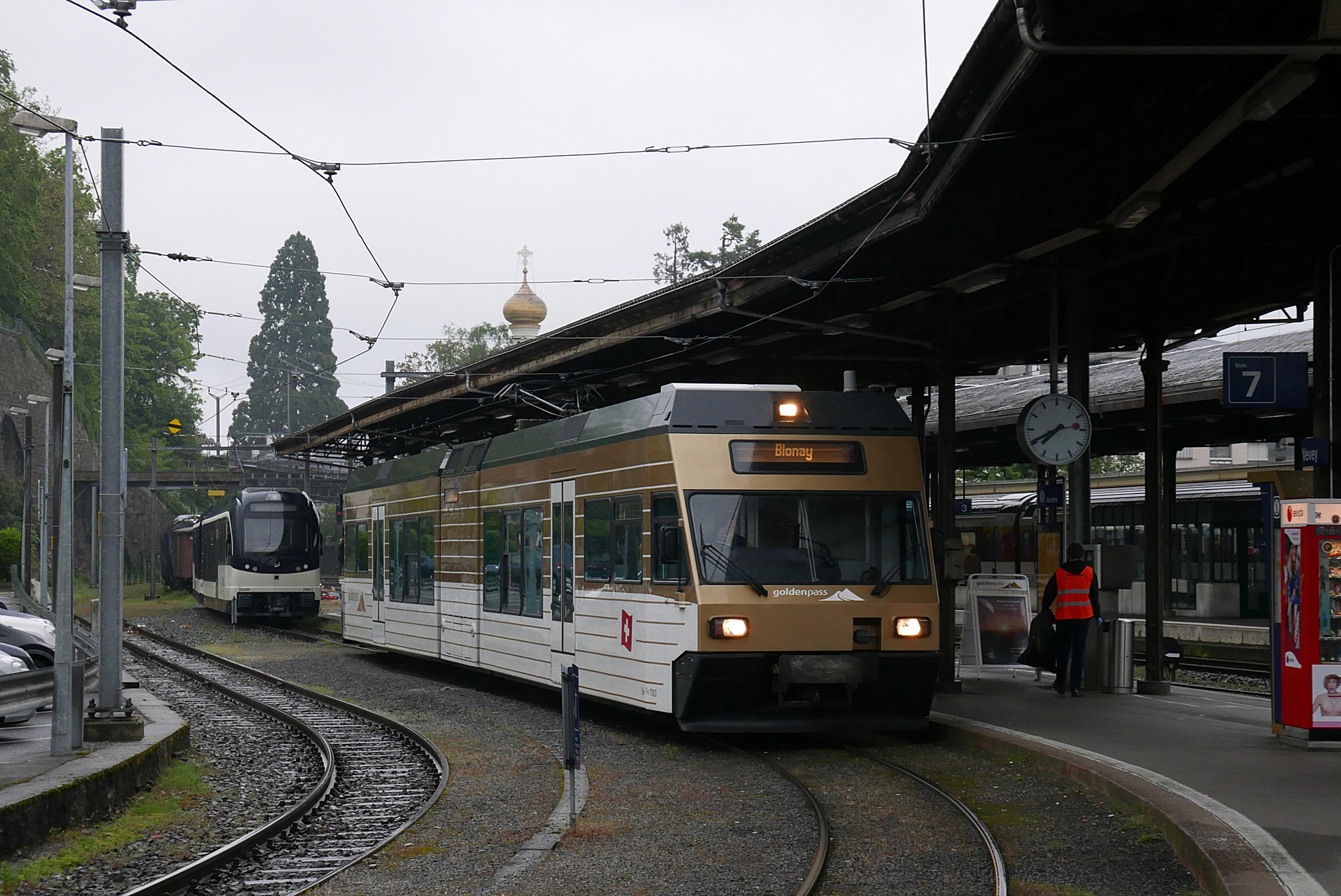
Ligne Vevey - Blonay.

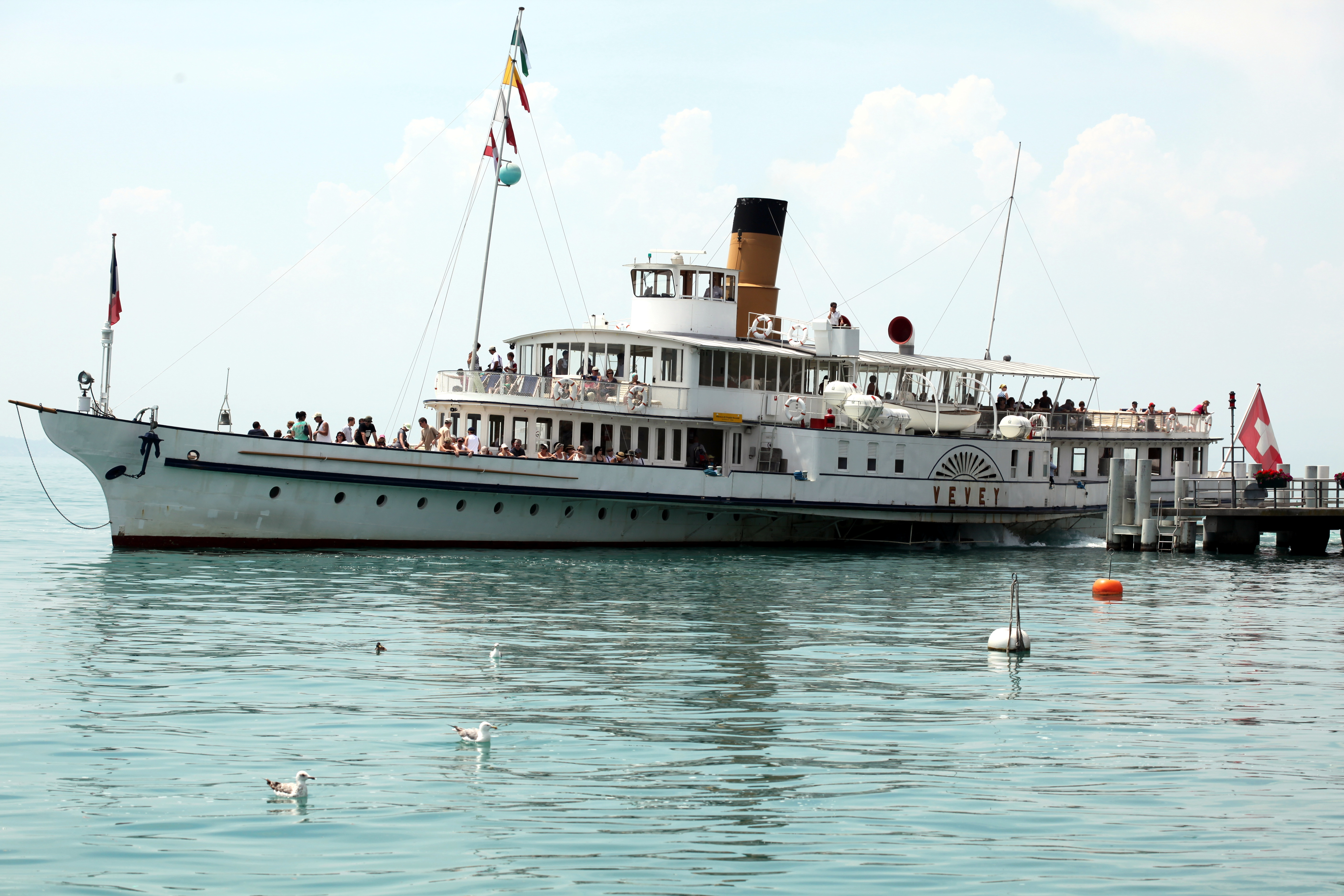
Le Vevey au débarcadère de Vevey-Marché.

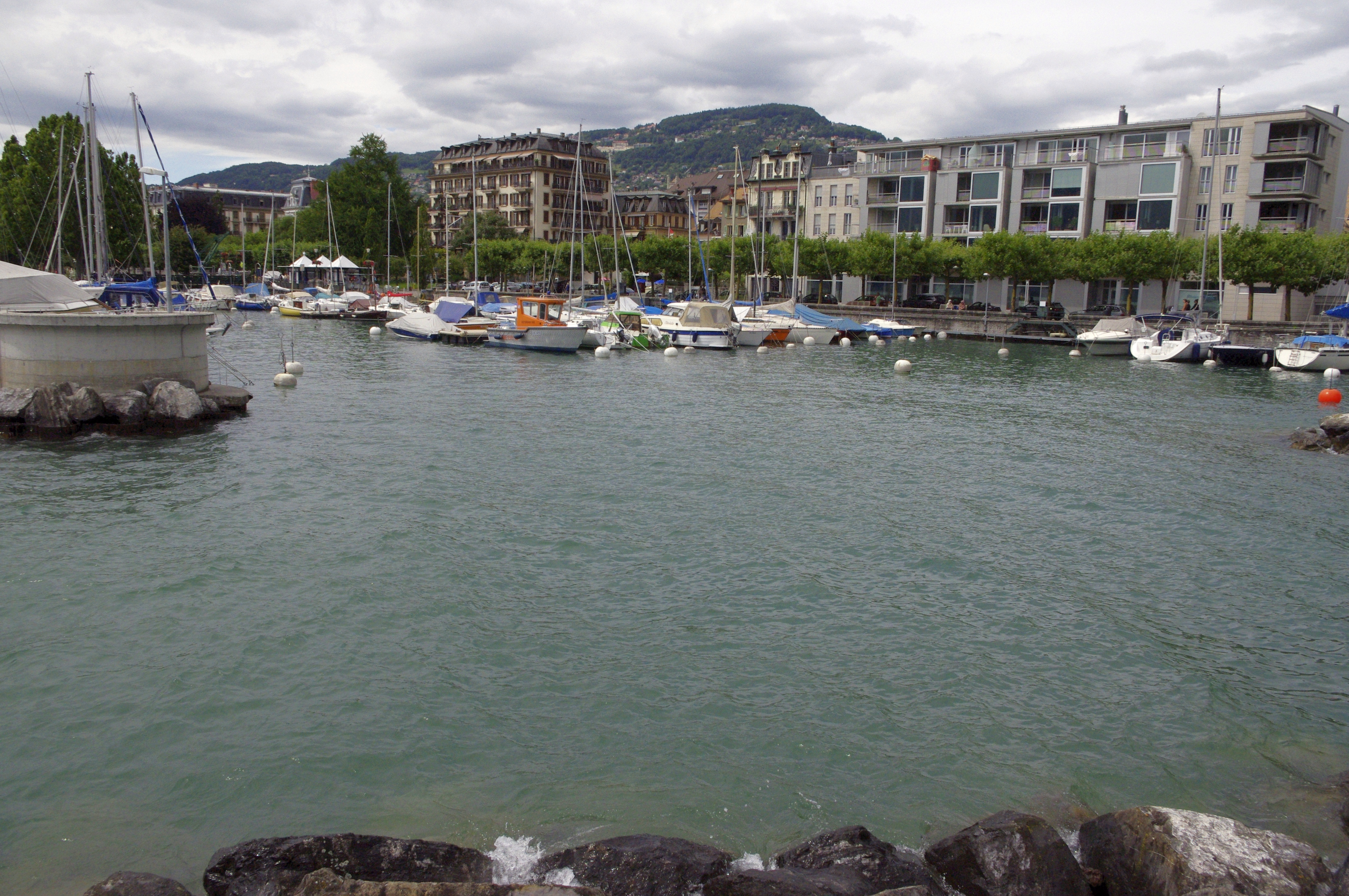
Port de Plaisance.

#### Ferroviaires
- Gare de Vevey
  - Sur la ligne ferroviaire CFF du Simplon Lausanne - Vevey - Brigue
  - Départ de la ligne ferroviaire CFF Vevey – Puidoux
  - Départ de la ligne ferroviaire CEV  Vevey - Saint-Légier - Blonay - Les Pléiades
- Gare de Vevey-Funi
  - Sur la ligne ferroviaire Vevey – Puidoux
- Funiculaire Vevey – Chardonne – Mont Pèlerin

#### Réseau de bus des VMCV
- Gare de Vevey
  - Ligne de trolleybus no 201 Vevey-Funi - Montreux - Chillon - Villeneuve.
  - Ligne no 202 Charmontey - Vevey Gare - Pra
  - Ligne no 211 Vevey - Gonelles - Corseaux - Corsier
  - Ligne no 212 Vevey - Fenil-sur-corsier, vieille route/Nant
  - Départ de la ligne no 213 Vevey - Bossonnens/Châtel-Saint-Denis (ligne en commun avec les TPF)
  - Départ de la ligne n° 217 Vevey - Palézieux, gare
  - Départ de la ligne n° 218 Vevey - Chexbres-Village[6]
- Vevey Marché
  - Départ de la ligne no 211 Vevey - Gonelles - Corseaux - Corsier
  - Départ de la ligne no 212 Vevey - Moille-Saulaz/Nant
  - Départ de la ligne no 215 Vevey - Saint-Légier
- Funiculaire Vevey – Chardonne – Mont Pèlerin
  - Départ de la ligne de trolleybus no 201 Vevey-Funi - Montreux - Chillon - Villeneuve
  - Ligne no 212 Vevey - Moille-Saulaz/Nant
  - Ligne no 213 Vevey - Bossonnens/Châtel-Saint-Denis

#### Navigation
- Débarcadères pour les bateaux de la CGN de Vevey-Plan, Vevey-Marché et Vevey-La Tour
- Ports de la commune : Port de Plaisance, Creux-de-Plan, Pichette-ouest (sur la commune de Corseaux)

#### Réseau routier
- Route principale 9 (H9) : Vallorbe - Lausanne - Vevey - Martigny - Brigue - col du Simplon - (Italie)
- Route principale 12 (H12) : Vevey - Bulle - Fribourg
- Autoroute A9 (Brigue-Lausanne-Vallorbe)  14 (Vevey)
- Autoroute A12 (Vevey-Fribourg-Berne)  1 (Vevey)

#### Réseau Vélo-Public Riviera
- Réseau de vélos en libre-service Velospot à Vevey et La Tour-de-Peilz avec 55 vélos répartis dans 12 stations: Gare de Vevey (16 vélos), Nestlé Plan-Dessus (4), Nestlé Bergère (1), Nestlé entre-deux-Villes (0), Alimentarium (10), Doret-Est (3), Samaritain (3), Devin (4), funiculaire (3), Tour-De-Peilz Gare (5), La Faraz (3), Nestlé Rive-Reine (3)[7].

#### Via Francigena
Vevey est situé sur le parcours de la Via Francigena décrite dans l'itinéraire de Sigéric. Elle constitue le point de jonction avec le chemin venu du nord décrit dans le Leiðarvísir de Nikulás de Munkaþverá.

## Étymologie

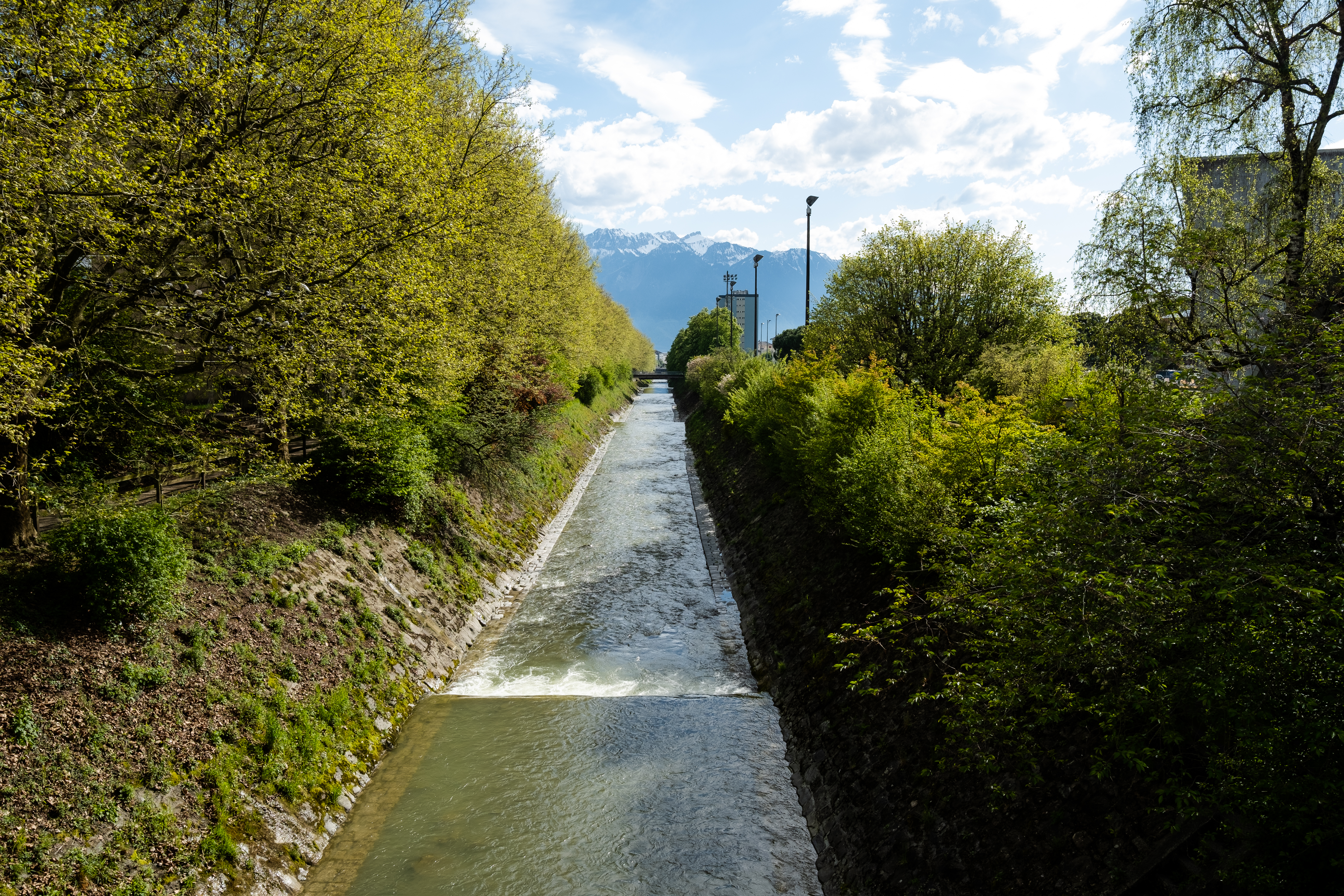
La Veveyse, une des origines possible du nom de Vevey.

L'origine du nom de Vevey n'est pas assurée, plusieurs hypothèses étant plausibles,, :
- Dérivation du latin Bivis Vicus (littéralement le bourg à la rencontre des deux chemins), en référence à la voie romaine venant du col du Grand-Saint-Bernard qui se séparait à Vevey en direction de Lousonna (Lausanne-Vidy) à l'ouest et Aventicum (Avenches) au nord.
- Par hydronymie de la racine *uiuis (littéralement rivière double) en référence soit aux deux sources de la Veveyse (de Châtel et de Fégire, dans ce cas, Veveyse serait à l'origine du nom de Vevey et non l'inverse), soit aux deux rivières qui délimitent Vevey à l'ouest et à l'est, la Veveyse et l'Oyonne, ou encore pour la Veveyse et la Moneresse (rivière actuellement au cours entièrement souterrain).
- Deux hypothèses, anciennes et plutôt désuètes : par dérivation du mot gaulois vevr (=castor) ou par ethnonymie avec le peuple celtique des Bituriges Vivisques.
- Dans plusieurs documents de la fin du XVe siècle, le nom de Vevey est restitué en français sous la forme de Viviers. Il est possible que Vevey soit la forme franco-provençale d'un vivier, nom très courant dans les toponymes français, savoyards (ex : Viviers-du-Lac sur le lac du Bourget (en Savoie, en France) et européens. C'est l'hypothèse la plus plausible[réf. nécessaire]. Ex : l'ostel de Savoye de la ville de Viviers du côté de Romon (Archives Privées, CdM, c.1494°) renvoie à la ville de Vevey, proche de Romont (Canton de Fribourg, en Suisse).

## Histoire

### Préhistoire et Antiquité

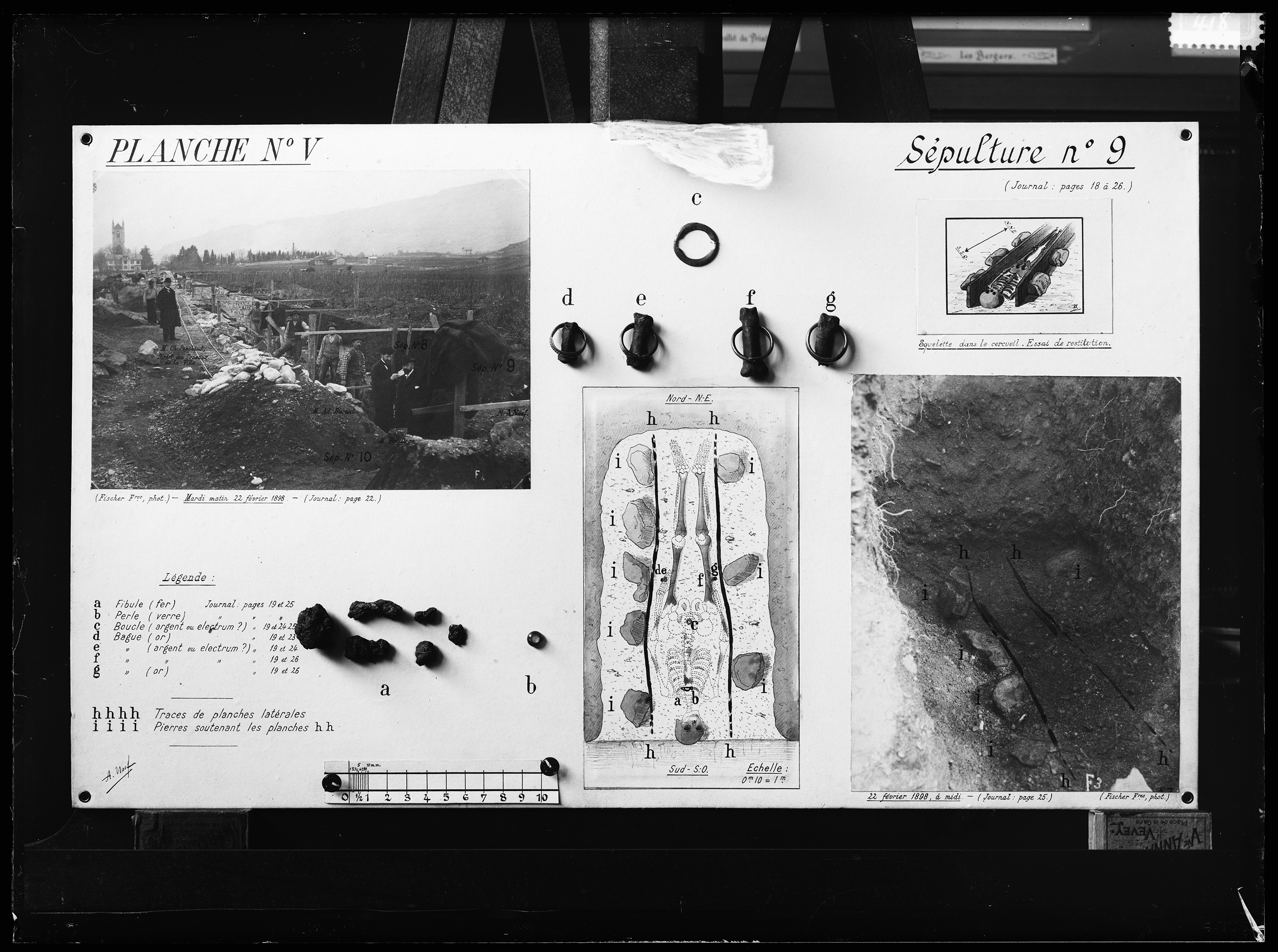
Panneaux d'exposition, œuvre d'Albert Naef, présentant les objets trouvés dans les tombes de l'âge de la Tène mises au jour au lieu-dit « En Crédeyles ».

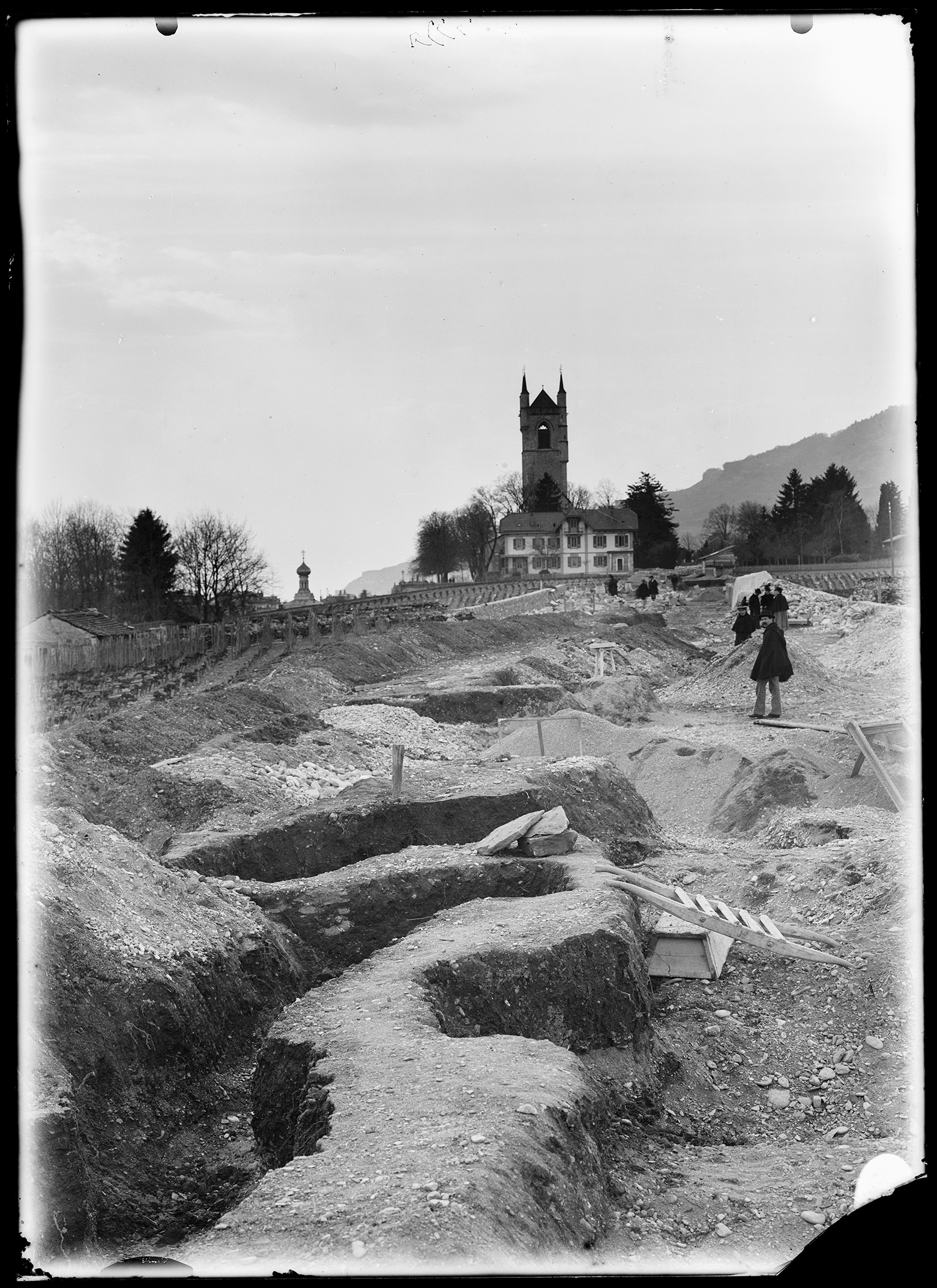
Boulevard Saint-Martin : fouilles archéologiques de la nécropole celte, photographie d'Albert Naef, 1898 (Archives cantonales vaudoises).

Au XXe siècle av. J.-C., deux stations lacustres sur pilotis sont déjà installées à Vevey, une dans le quartier de Sainte-Claire et une autre au Creux de plan.
En 1898, lors du percement du boulevard Saint-Martin, une nécropole d'une trentaine de tombes de l'âge de la Tène est mise au jour au lieu-dit « En Crédeyles ». Aucune autre trace d'habitation de cette période n’a pour l'instant été trouvée sur le territoire de la commune.
À l’époque romaine, Auguste commence à faire construire une voie de communication commerciale et militaire depuis l'Italie. Cette voie, qui part de Milan, passe par le col du Grand-Saint-Bernard pour rejoindre le Léman. À Vevey, elle se divise en deux, l'une se dirige vers le nord pour aller à Aventicum, l'autre part vers l'ouest et longe le lac puis le Rhône jusqu'à Lugdunum. Grâce à cette voie de communication, une agglomération, définie comme étant un vicus, voit le jour entre les rivières Veveyse et Oyonne dans le centre-ville actuel sur une surface d'environ 20 ha. La localité porte alors le nom de Ouikos dans la Géographie de Ptolémée. Indiquée comme étape, elle se nomme Vibisco dans l'itinéraire d'Antonin, Vivisco sur la table de Peutinger et Bibiscon dans l'Anonyme de Ravenne.
Des ruines romaines datant du début du IIe à l’extrême fin du IVe siècle, notamment un temple et un quartier artisanal, ont été mises au jour dans le quartier de Sainte-Claire, lors de la construction du nouveau collège.

### Moyen Âge
À la fin de l'époque romaine, la ville est probablement temporairement en grande partie abandonnée sous la poussée des invasions barbares. Cependant, la découverte de la très importante nécropole du Clos d’Aubonne à La Tour-de-Peilz, située à 500 m au sud-est du vicus romain, et datant du Ve au IXe siècle, prouve que la région est restée habitée.
En 563, l'éboulement du Tauredunum provoqua un probable tsunami à Vevey et sur toutes les rives lémaniques.

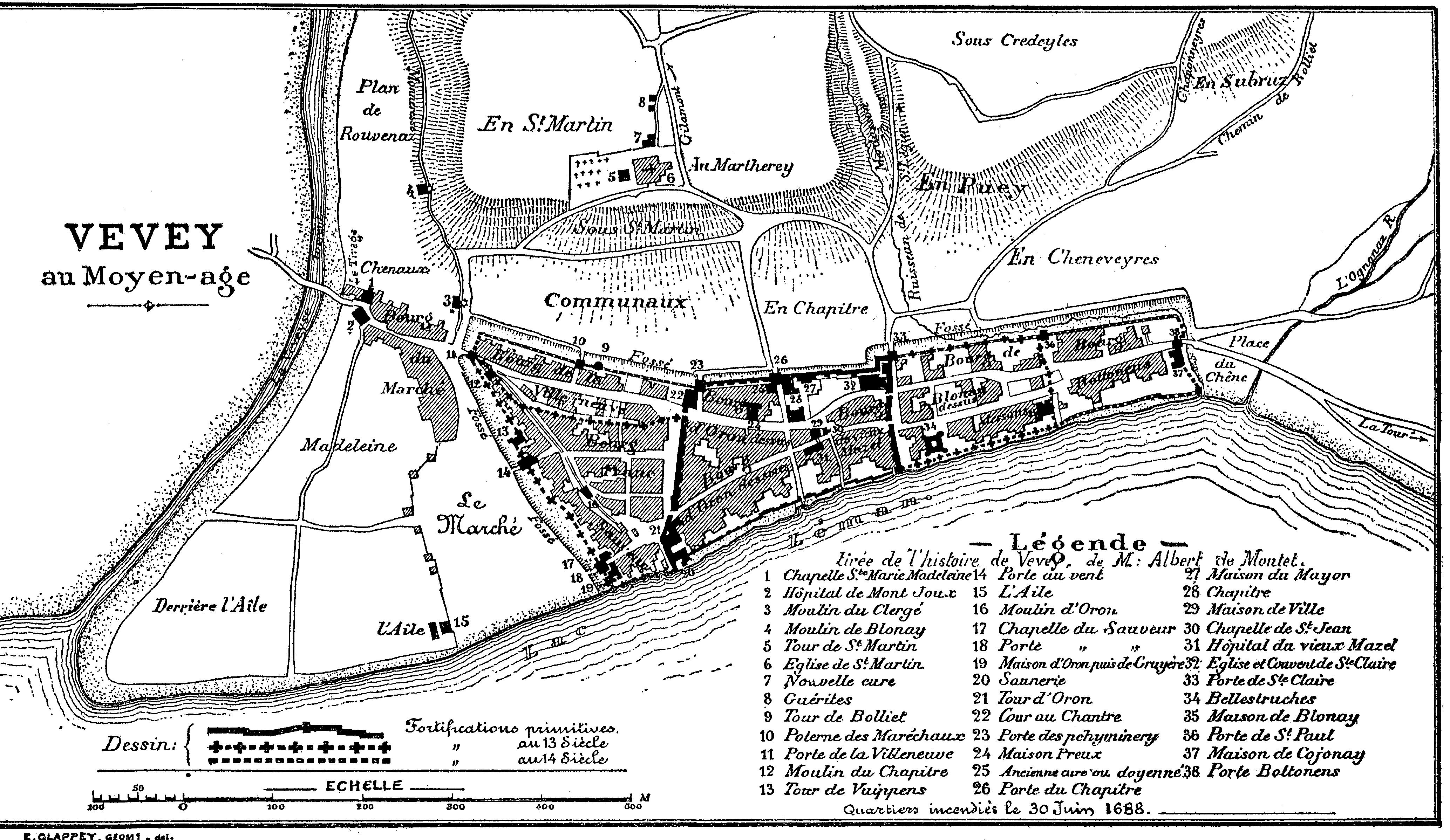
Plan de Vevey au Moyen Âge.

La ville commence clairement à se reconstruire à partir du VIIIe siècle. Sigéric la mentionne en 990 dans la Via Francigena sous le numéro et nom d'étape en partant de Rome LIII Vivaec. Du Moyen Âge, plusieurs autres noms nous sont parvenus : Viviscum (1011), Vivesium (1017), Vivois (1163), Vives (1177), Vivex (XIIe siècle) et Viveis (1225).
Passage de l'empereur Rodolphe III de Bourgogne en 1011.
Passages de l'empereur Henri IV en 1076 et en 1087.
Vers 1152-1153, passage de Nikulas de Munkathvera qui descend d'Islande, en pèlerinage vers Rome et la Terre Sainte. Vers 1155 il décrira cet itinéraire dans le Leiðarvísir où il cite Vevey comme point de jonction entre l'itinéraire de Sigeric et sa propre route venant de Scandinavie et d'Allemagne. Il précise même qu'ici se rencontrent des voyageurs variés, francs, flamands, gallois, anglais, saxons, scandinaves. Son pèlerinage rejoint ainsi l'itinéraire développé sous le nom de Via Francigena.
En 1260, Pierre de Savoie devient seigneur de Vevey, au détriment de la maison de Zähringen.
Plusieurs épisodes de peste viennent ponctuer l'histoire de Vevey, notamment en 1450 (1 400 morts), en 1502, en 1613 (1 500 morts) et en 1631.

### De la Renaissance auXVIIIesiècle

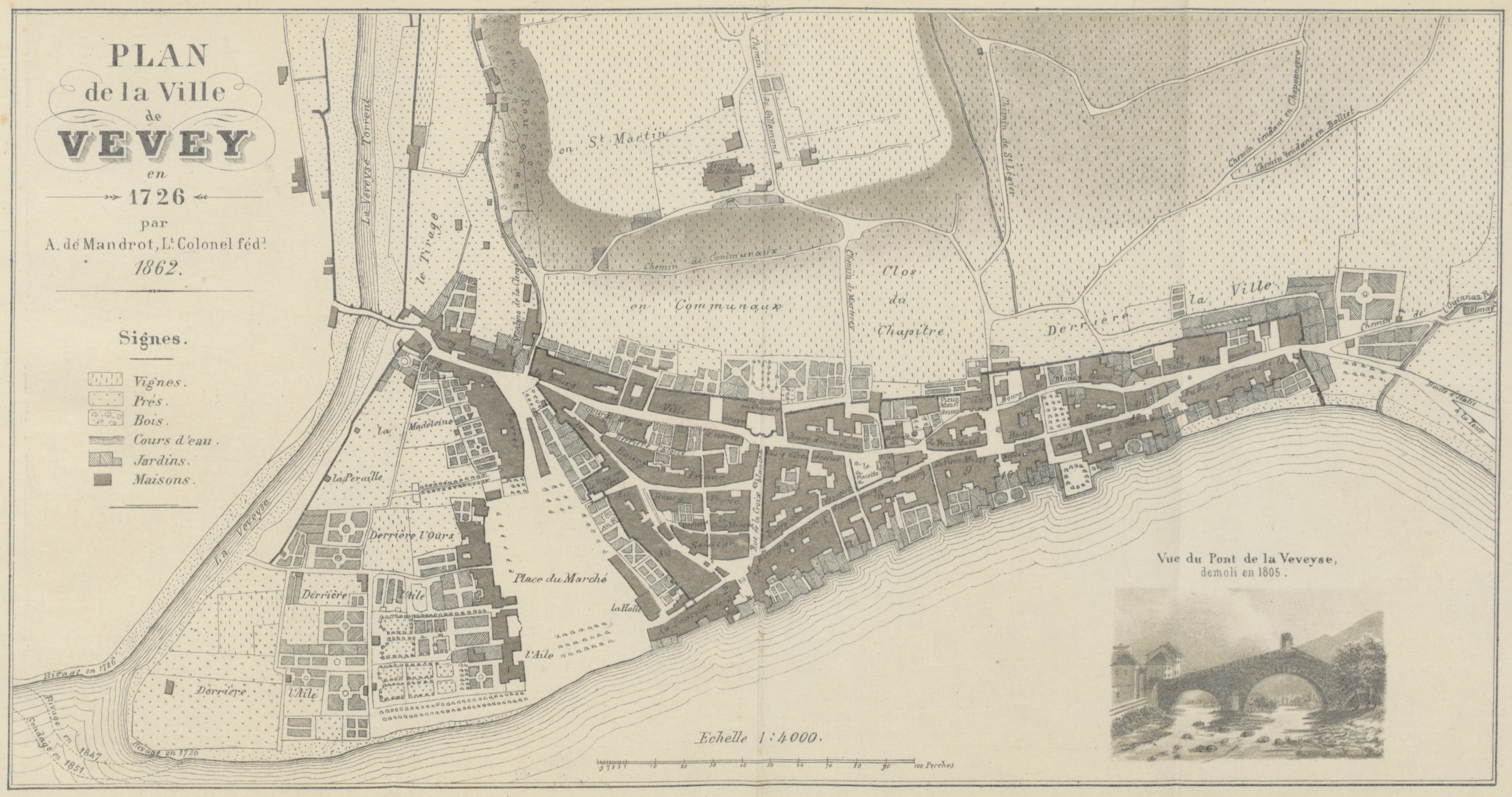
Plan de la ville de Vevey en 1726, dressé par A. de Mandrot (lieutenant-colonel fédéral) en 1862

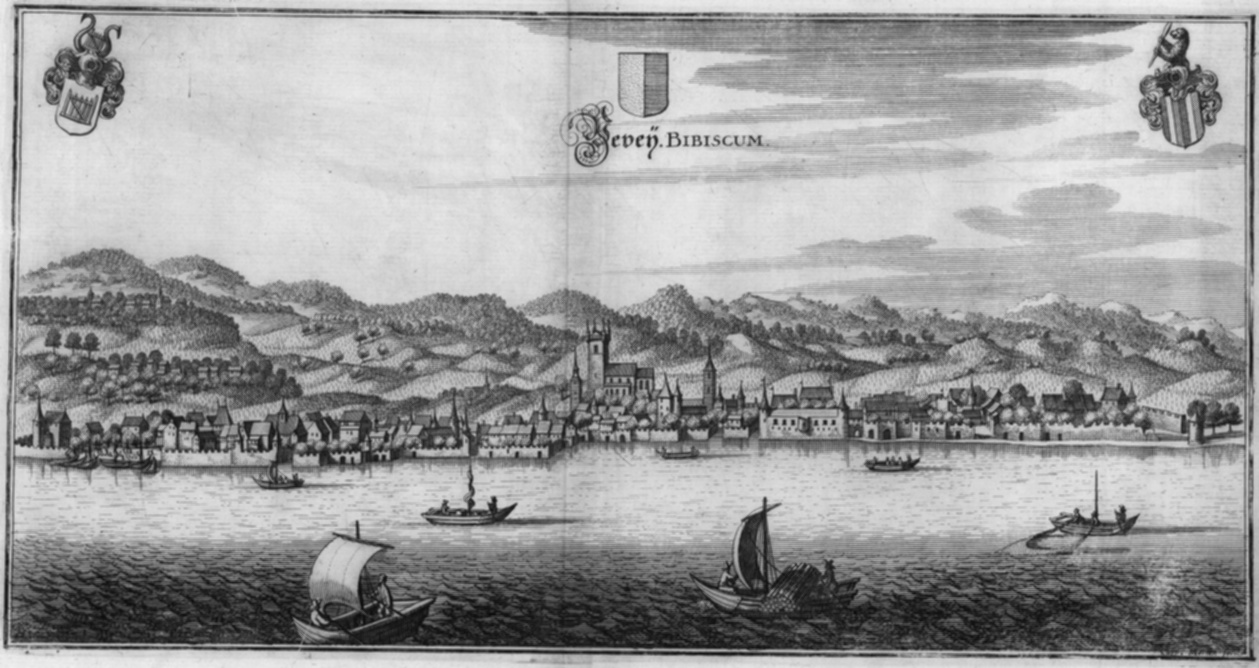
Vue de Vevey vers 1640.

Le 26 février 1536, à la suite de l'invasion bernoise du pays de Vaud, les députés veveysans se rendent à Morges afin de soumettre leur ville au général bernois Hans Franz Nägeli, non sans avoir hésité à rejoindre Fribourg. Le bailli bernois est logé dans un premier temps au château de Chillon, puis dès 1733 dans le bâtiment de l'actuel musée du Vieux-Vevey.
1584 : tremblement de terre important qui fit s'écrouler une partie des murailles.
1659 : crue de la Veveyse qui emporta le pont Saint-Antoine.
Durant la nuit du 30 juin au 1er juillet 1688, la ville est presque entièrement ravagée par un incendie. Selon les témoins de l'époque, ce sont 220 à 250 bâtiments qui sont entièrement détruits sans compter les dégâts aux autres habitations.
1726 : crue de la Veveyse qui emporta le pont Saint-Antoine.

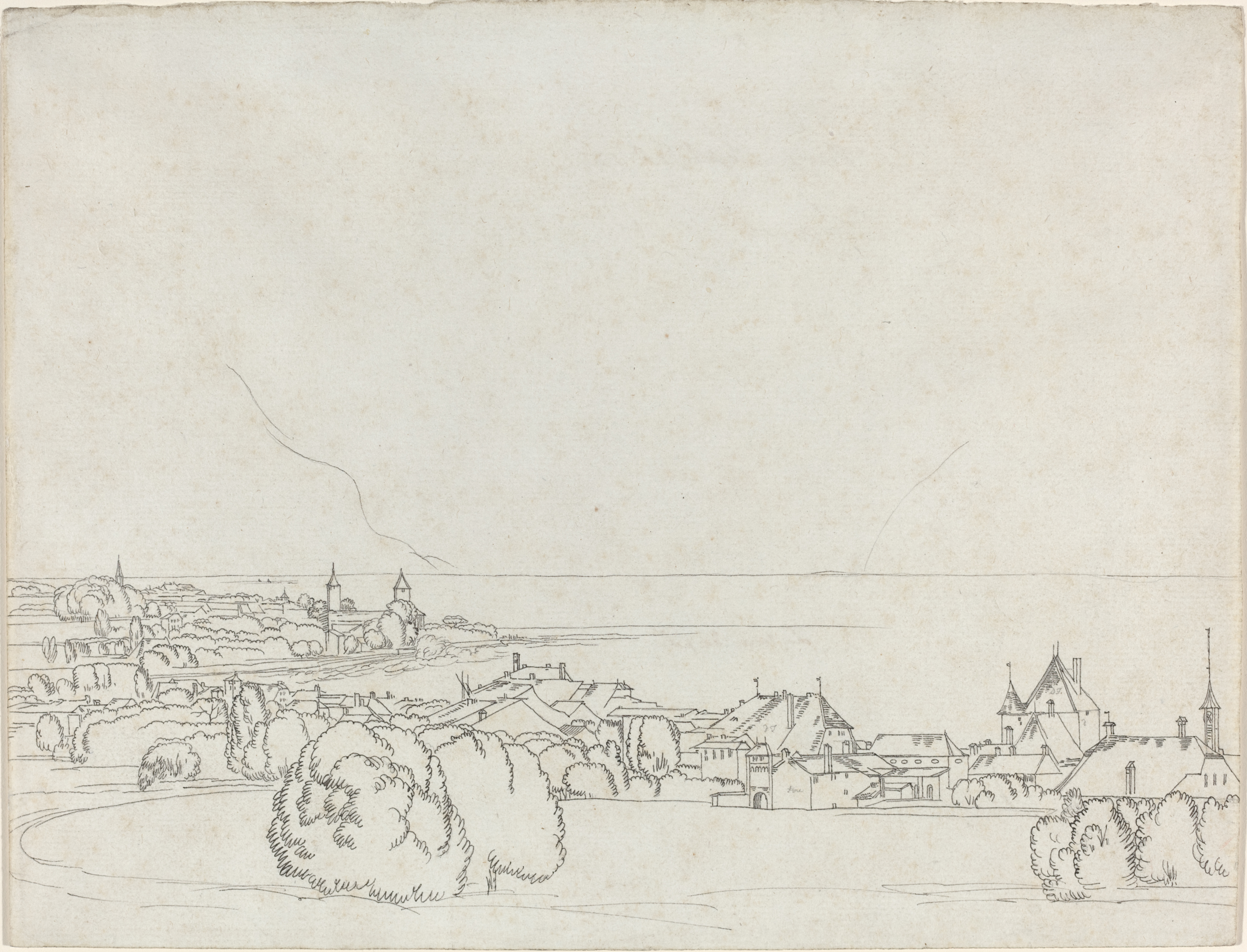
Francis Towne, Une vue de Vevey avec la Tour de Peilz au fond, 1781. National Gallery of Art, Washington D.C.

Sous l'Ancien Régime, les autorités de la Ville et les principaux fonctionnaires étaient choisis par un tirage au sort dit ballotte, en utilisant de petites boules blanches ou noires, argentées ou dorées, que les votants plaçaient dans une urne spécialement construite à cet usage. De rares témoins de cet usage ont été conservés dans quelques archives communales, dont Morges (boules) et Vevey (distributeur de balottes) ; Yverdon en possède l'un des exemples les plus remarquables.

### Époque contemporaine

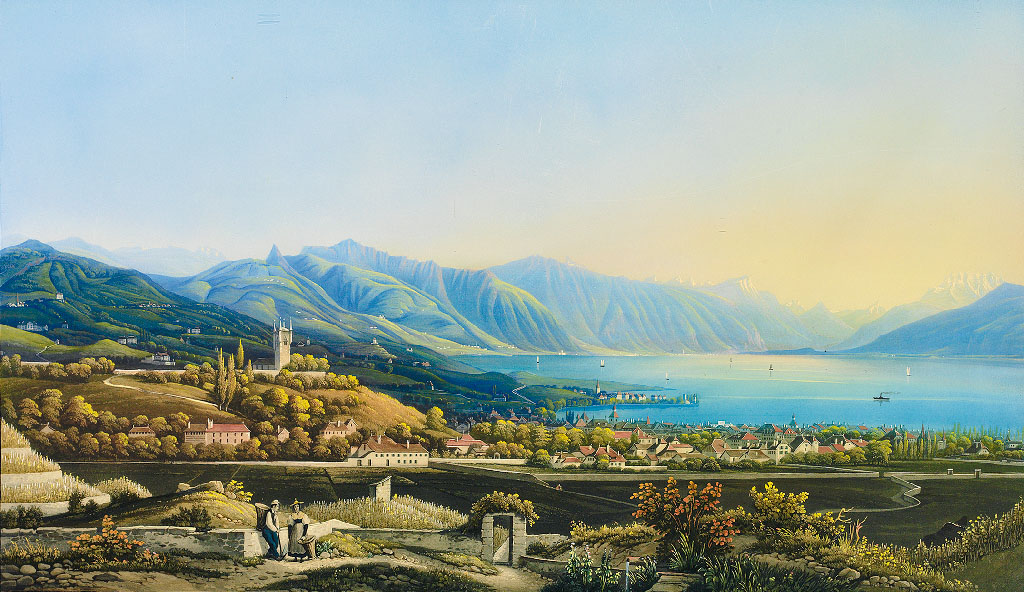
Vue sur Vevey au XIXe siècle par Johann Ludwig Bleuler (1792–1850).

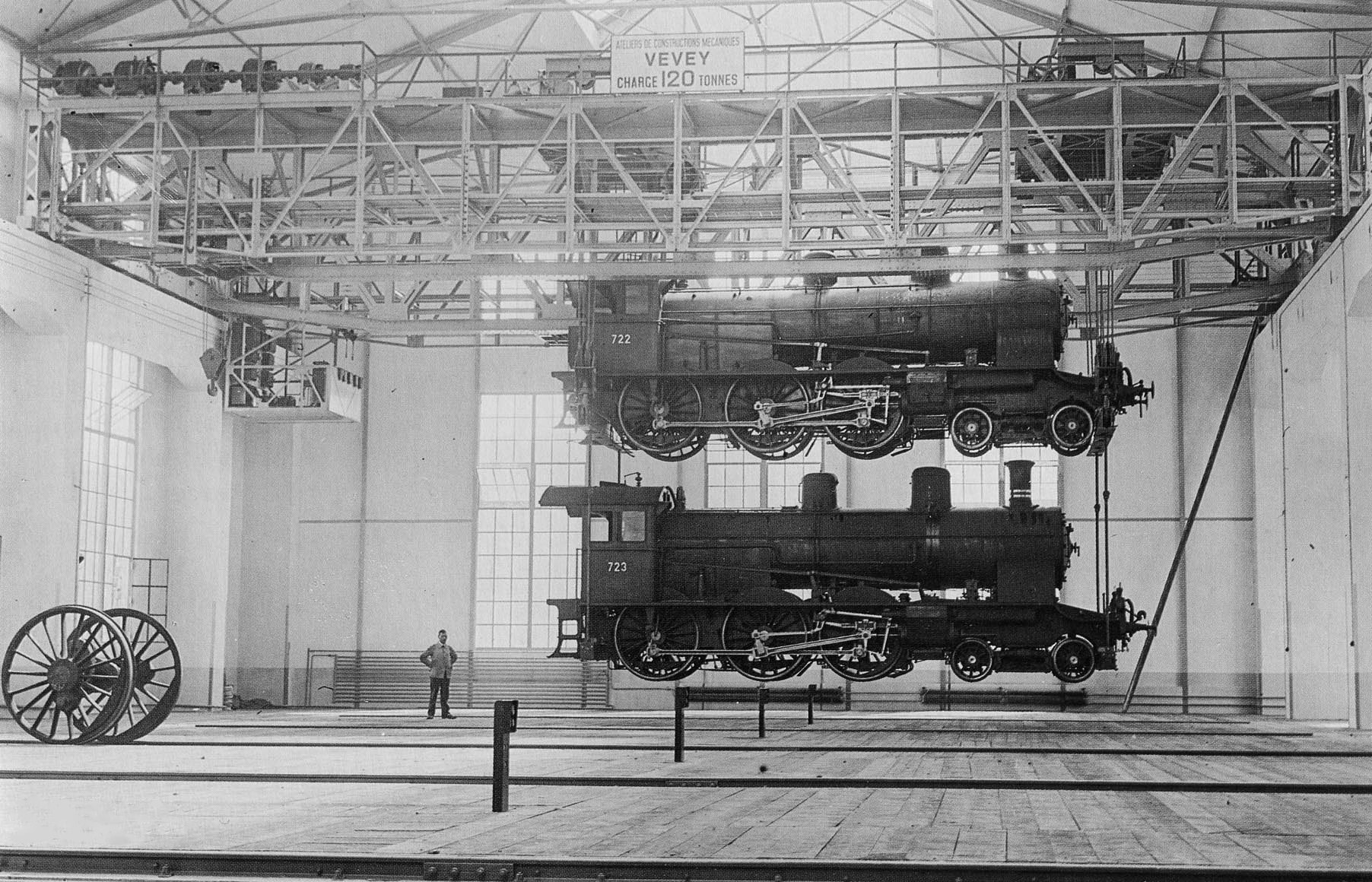
Pont roulant supportant 120 tonnes aux ateliers de constructions mécaniques de Vevey (ACMV).

Après la Révolution vaudoise de 1798, et durant tout le XIXe siècle, Vevey connaît une période de prospérité et d'expansion. Les industries de la construction mécanique (Ateliers de Constructions Mécaniques de Vevey), du chocolat, du lait en poudre (Nestlé) et de nombreuses manufactures de tabac (en 1890 : Rinsoz, Ormond, Hoffman, Taverney & Cie, Ermatinger, Dupraz & Cie) sont créées. Des édifices publics sortent de terre, alors que les murs de ville et portes médiévales disparaissent.
Le 13 mai 1800, le Premier Consul Napoléon Bonaparte passe en revue sur la Grand Place les quelque 6 000 officiers et soldats de la Division Boudet, avant sa traversée des Alpes quatre jours plus tard par le col du Grand Saint-Bernard.
Fondation en 1802 de la ville de Vevay dans l'Indiana par des émigrants de Vevey.
En 1807, le pont Saint-Antoine est rebâti sur les plans de Nicolas Céard.
Le 9 avril 1861, les premiers trains de la Compagnie de l'Ouest-Suisse (OS) traversent la ville et s'y arrêtent dans une gare provisoire ; la gare définitive ne sera achevée qu'en 1862.
L'essor du tourisme dans la région, bien que déjà naissant (l'hôtel des Trois Couronnes date de 1842) est particulièrement marqué dès l'arrivée du chemin de fer, avec notamment la construction de l'hôtel d'Angleterre en 1866 et du grand-hôtel en 1867 (disparu à la suite d'un incendie en 1957, à l'emplacement actuel du bâtiment Nestlé).
En 1858 est construit l'hôpital du Samaritain grâce à des dons, il offre alors des services d'une permanence de proximité (infirmerie).
En 1875, Daniel Peter invente le premier chocolat au lait.
De 1884 à 1890, d’importants travaux de correction et d'endiguement de la Veveyse sont effectués, permettant de mettre la ville à l'abri des fortes crues de cette rivière.

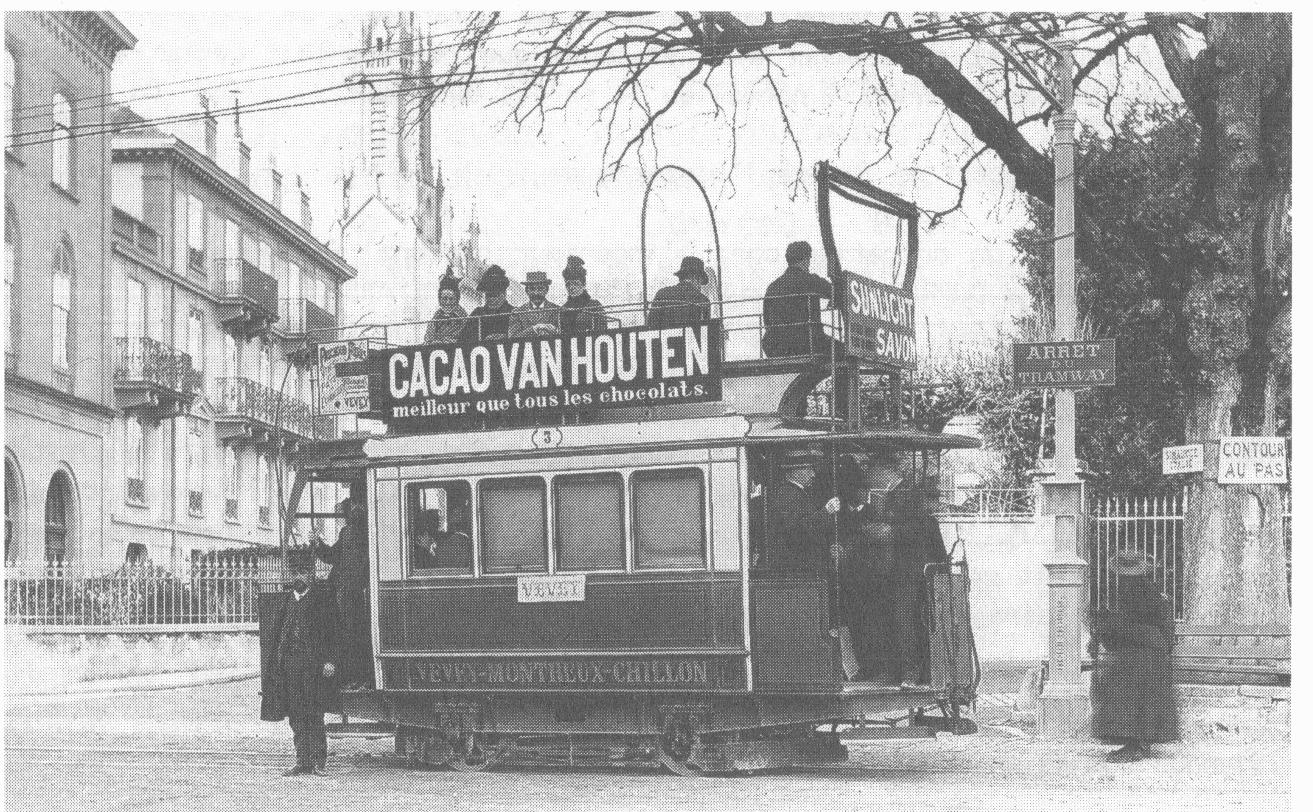
Tram à Vevey, vers 1890.

Le 4 juin 1888, le deuxième tramway électrique du monde est inauguré entre Vevey, Montreux et le château de Chillon. L'usine électrique de Taulan sur les hauts de Montreux, fournit l'énergie en alternance pour les trams durant la journée, et pour l'éclairage public durant la nuit. Cette liaison fut définitivement remplacée par des bus en 1958.
En 1892, la commune de Corsier cède à Vevey les quartiers de l'Arabie, de Plan-Dessous, de Plan-Dessus, de Sous-Crêt, des Crosets et du Faubourg-Saint-Antoine.
24 juillet 1900 : Inauguration du funiculaire Vevey – Chardonne – Mont Pèlerin.
Le Nescafé a été mis au point à Vevey en 1936 par le chimiste Max Morgenthaler.
L'important vignoble situé dans la partie supérieure de la ville disparaît progressivement durant le XXe siècle au profit de maisons d'habitation.
Dès 1998, le concept Vevey, Ville d’Images est développé pour mettre en lumière la multitude d’entreprises et d’institutions liées à l’image et à la communication visuelle qui œuvrent sur le plan culturel et économique sur la Riviera vaudoise. La Fondation Vevey, Ville d'Images, dotée d'une structure de fonctionnement légère, est créée en 1999. Elle a pour but de mettre en place une stratégie visant à développer et coordonner toutes les initiatives liées à l'image, tant sur le plan culturel qu'économique et touristique. Les dernières éditions du Festival des Arts Visuels, Images, ont un succès international. Stefano Stoll, après l'avoir fait fructifié comme délégué culturel de la ville de Vevey, en a été nommé directeur par la Fondation et s'y consacre exclusivement.

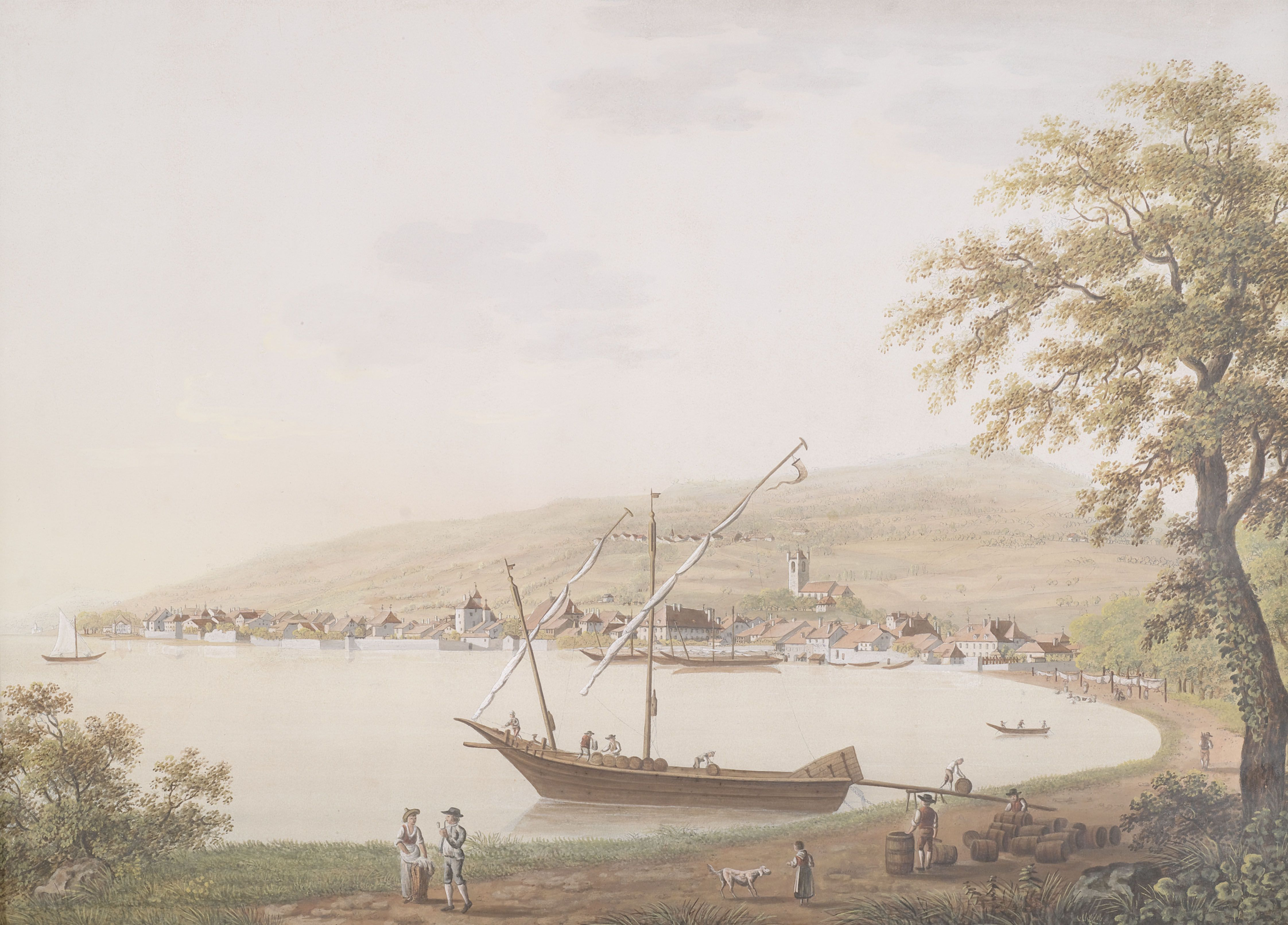
Première moitié du XIXe siècle, les murailles entourent encore la ville.
Aux environs de 1885.
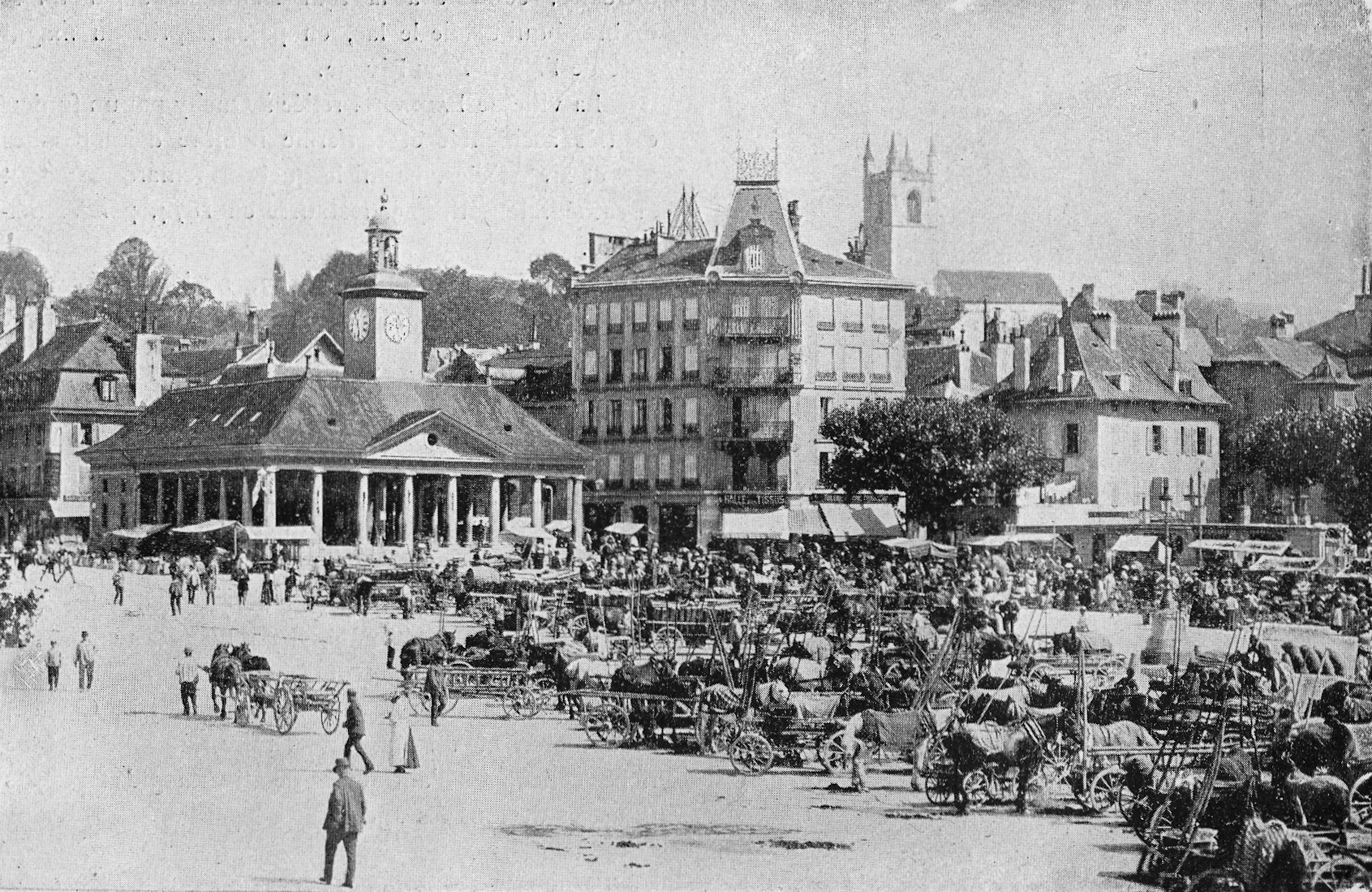
La place du marché et la Grenette à la fin du XIXe siècle.
Vevey vue de la terrasse de Saint-Martin.
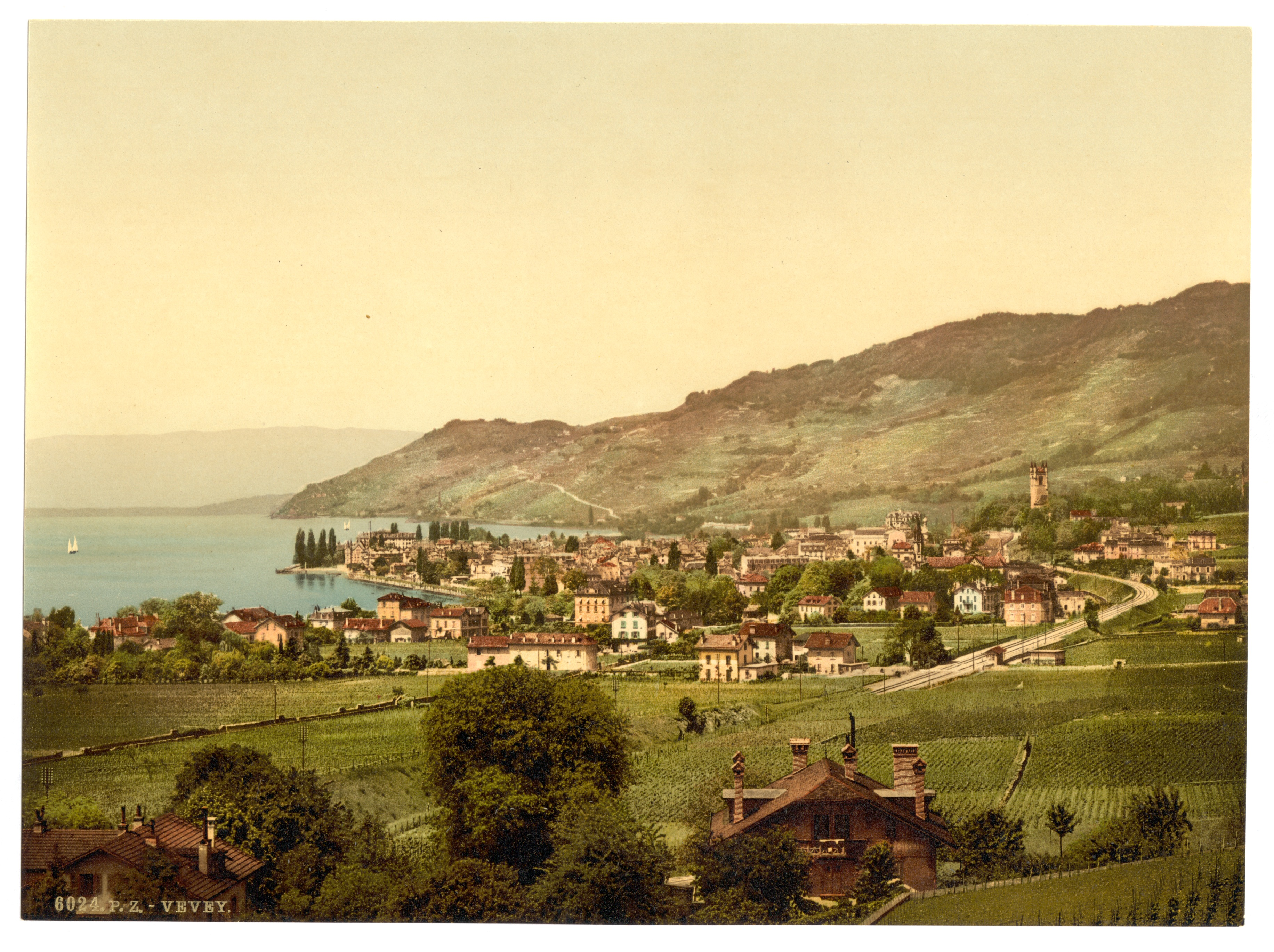
Entre 1890 et 1900.
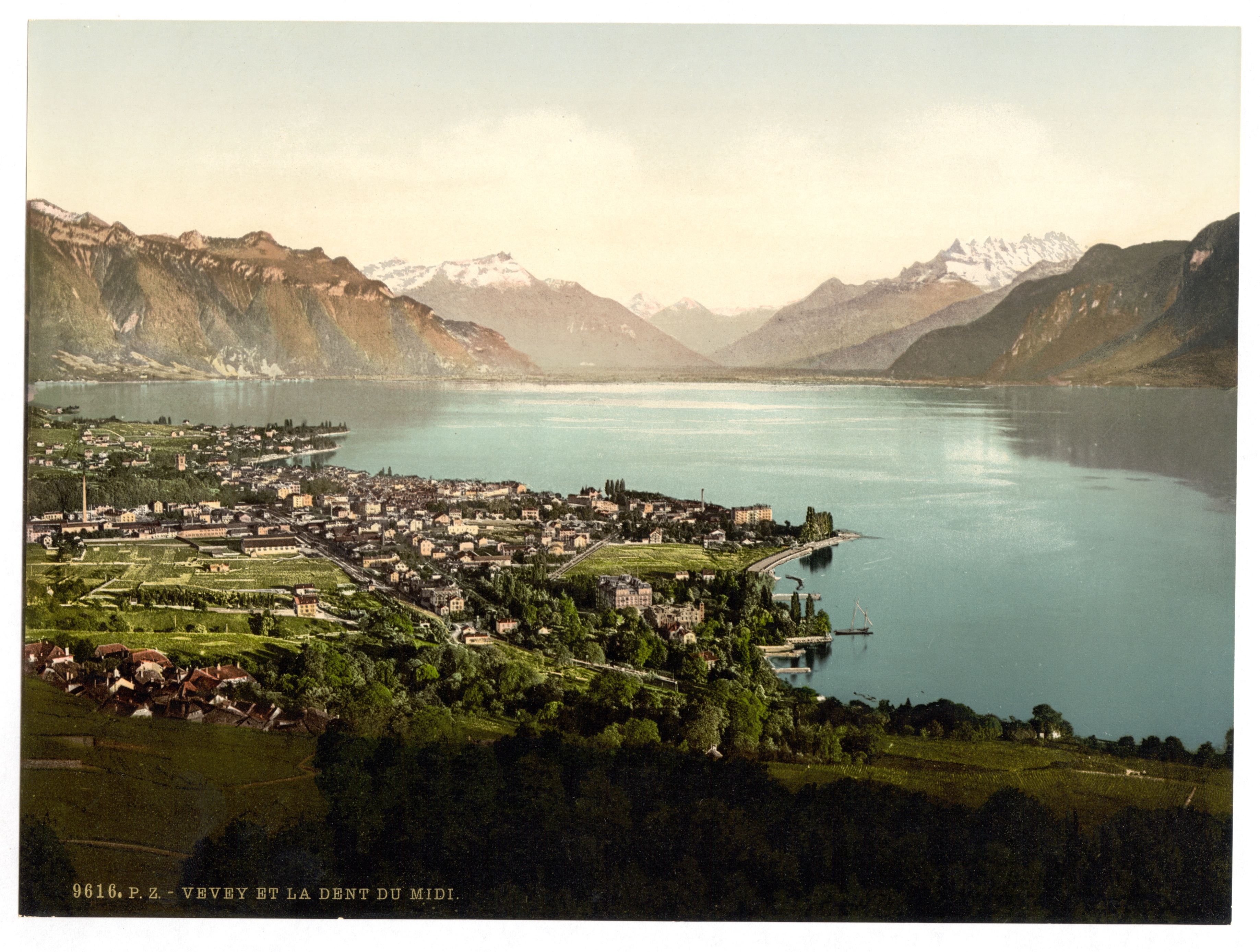
Vevey et les Dents du Midi, entre 1890 et 1900.

## Population et société

### Gentilé et surnoms
Les habitants de la commune se nomment les Veveysans.
Ils sont surnommés les Pâtés froids,, lè Caca-Païvro, soit les caque-poivre en patois vaudois, et les San-Toudelles, soit ceux de Saint-Théodule, du nom de la chapelle et de la confrérie du même nom au XIVe siècle.

### Démographie

#### Évolution de la population
La commune compte 20 139 habitants au 31 décembre 2023 pour une densité de population de 8 462 hab/km2. Sur la période 2010-2023, sa population a augmenté de 9,5 % (canton : 18,6 % ; Suisse : 9,4 %).  

#### Pyramide des âges
En 2023, le taux de personnes de moins de 30 ans s'élève à 33,8 %, au-dessous de la valeur cantonale (34,6 %). Le taux de personnes de plus de 60 ans est quant à lui de 20,5 %, alors qu'il est de 22,5 % au niveau cantonal.
La même année, la commune compte 9 645 hommes pour 10 494 femmes, soit un taux de 47,9 % d'hommes, inférieur à celui du canton (49,1 %).
| Hommes | Classe d’âge | Femmes |
| ------ | ------------ | ------ |
| 0,5    | 90 ans ou +  | 1,3    |
| 5,5    | 75 à 89 ans  | 8,2    |
| 12,2   | 60 à 74 ans  | 13,3   |
| 20,2   | 45 à 59 ans  | 20,0   |
| 26,2   | 30 à 44 ans  | 25,1   |
| 20,0   | 15 à 29 ans  | 18,5   |
| 15,5   | - de 14 ans  | 13,6   |

| Hommes | Classe d’âge | Femmes |
| ------ | ------------ | ------ |
| 0,6    | 90 ans ou +  | 1,4    |
| 6,5    | 75 à 89 ans  | 8,7    |
| 13,5   | 60 à 74 ans  | 14,3   |
| 20,9   | 45 à 59 ans  | 20,9   |
| 22,3   | 30 à 44 ans  | 21,7   |
| 19,6   | 15 à 29 ans  | 17,7   |
| 16,6   | - de 14 ans  | 15,3   |

### Éducation

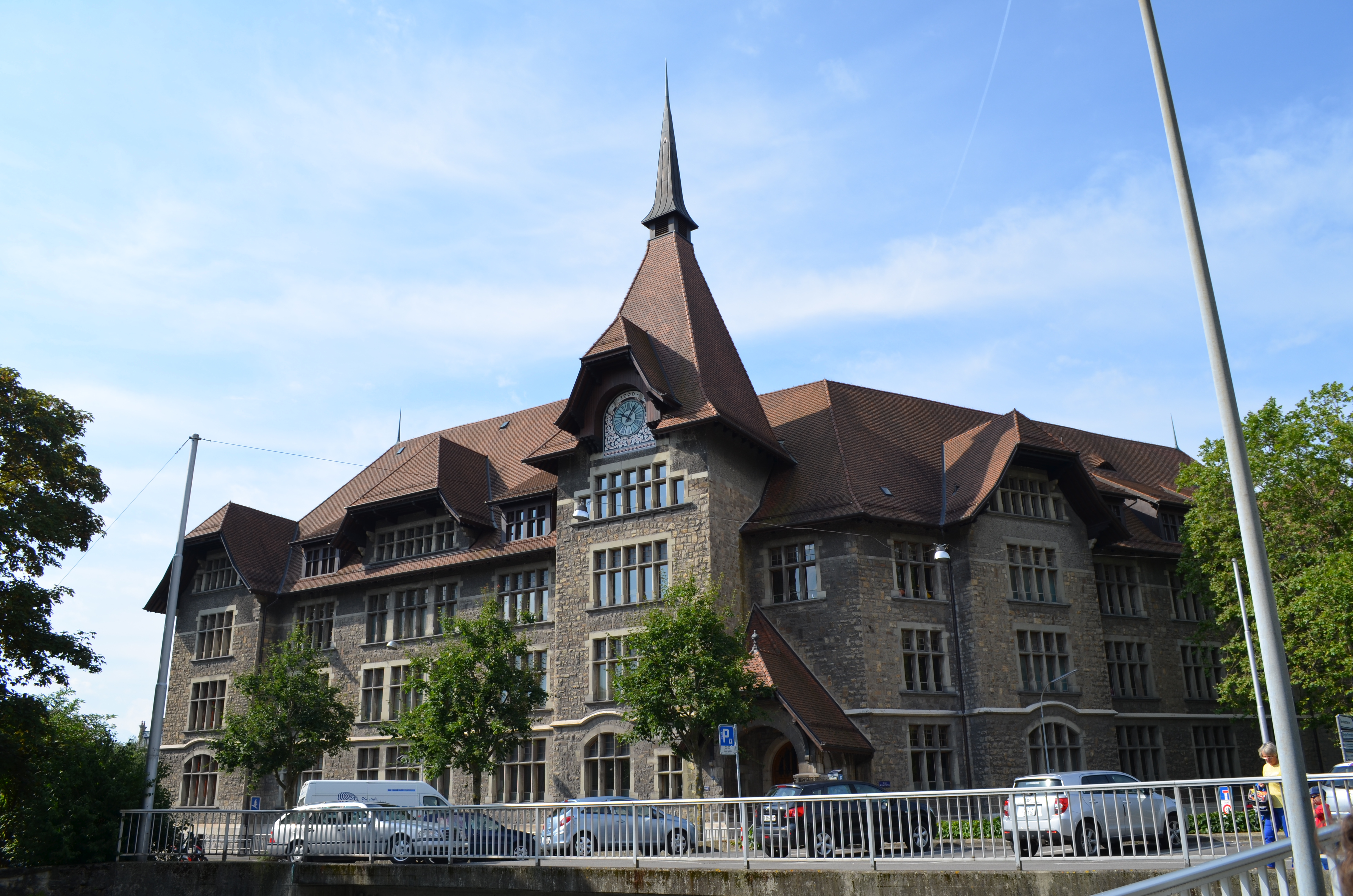
Collège de la Veveyse. Bâtiment construit en 1909.

- Établissements primaires et secondaire : Collège Bleu, Collège du Clos, Collège de la Veveyse, bâtiment des Crosets, de l'Aviron, de Charmontey, de la Part-Dieu, de Plan, du Panorama et des Galeries du Rivage
- Gymnase de Burier à La Tour-de-Peilz
- Centre d'enseignement professionnel de Vevey (CEPV)
- École supérieure d'arts appliqués de Vevey
- École internationale bilingue du Haut-Lac, créée à Vevey en 1993, puis déplacée à Saint-Légier-La Chiésaz.

### Sport
- Vevey Riviera Basket, club de basket-ball en LNA du championnat de Suisse masculin de basket-ball en 2017. Le club a été champion suisse en 1984 et 1991.
- FC Vevey United, club de football fondé en 1899
- FSG Vevey-Ancienne, société de gymnastique fondée en 1855
- FSG Vevey Jeunes Patriotes, société de gymnastique
- CA Riviera, club d'athlétisme fondé en 1952 sous le nom de CARE Vevey (Centre athlétique région Est)

### Associations, sociétés
- Vibiscum (Association des amis du Vieux-Vevey). Cette association a pour but de promouvoir et cultiver la mémoire du passé monumental, culturel et social de la région veveysanne. Elle a été créée le 26 juin 1989. Le Prix Vibiscum est remis à une personne ayant œuvré pour l’histoire de la ville. Publications diverses[32].

## Économie

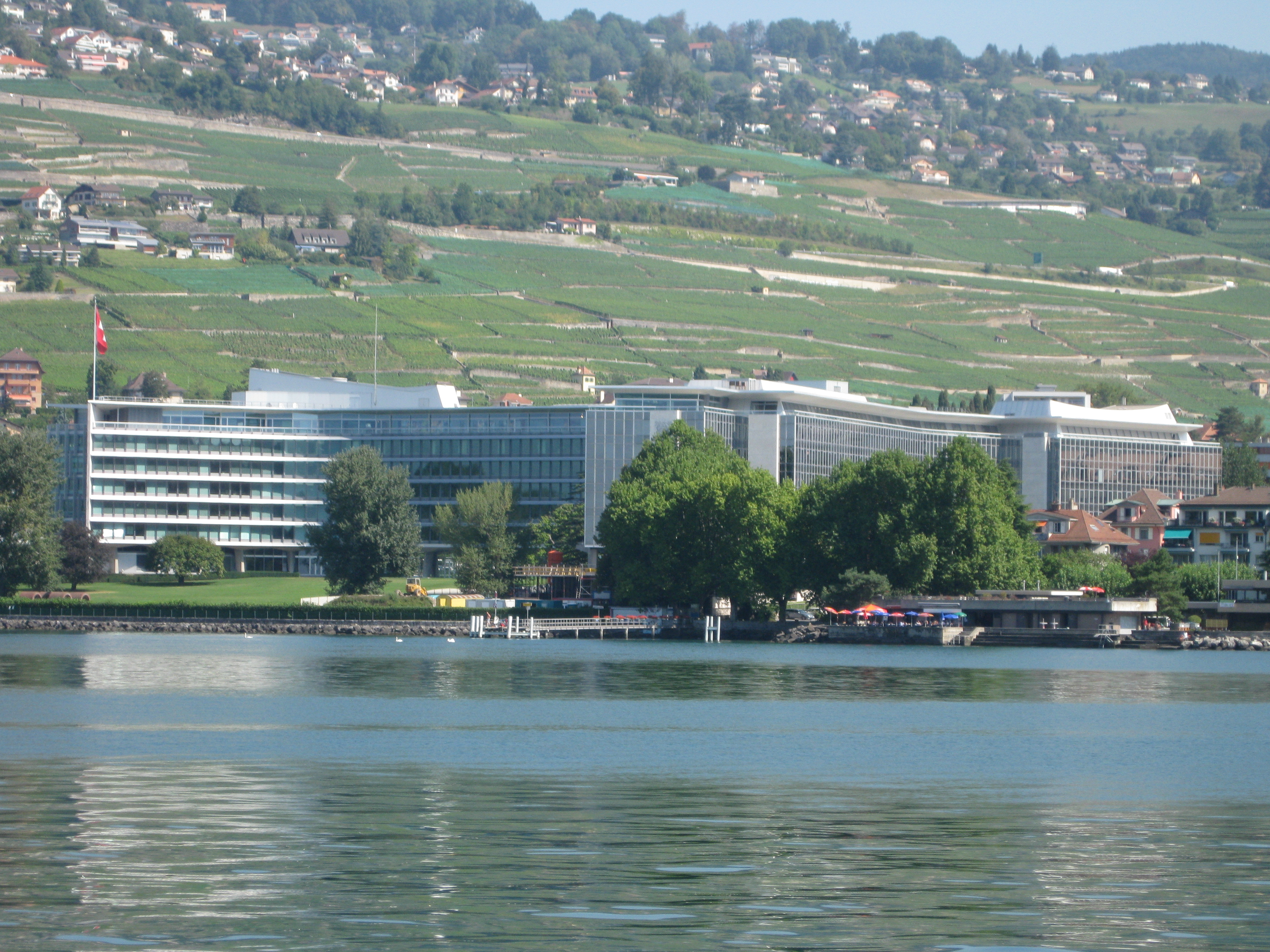
Siège social de Nestlé.

Vevey doit son développement économique à sa situation sur la rive nord-est du lac Léman. Au début, c'était un point de transbordement important sur la route commerciale entre la France et la Suisse. Les marchandises ont été transportées par bateau depuis la France jusqu'à Vevey, où elles ont été chargées sur des chariots et transportées vers d'autres destinations.
Au XVIIIe siècle, Vevey était encore dominée par l'agriculture et la viticulture. C'est ici que les produits agricoles de la région environnante étaient transformés et commercialisés. À cette époque, le commerce comprenait des manufactures de tabac et de tissus, des chapelleries, des tanneries, mais aussi des ateliers de marbrerie et d'horlogerie, qui étaient initialement réalisés à la maison.
Au début du XIXe siècle, la ville s'est rapidement développée pour devenir un site industriel et, au cours du siècle suivant, le changement structurel en faveur des grandes entreprises a eu lieu. Cette période voit la création de la Caisse d'Épargne du district de Vevey, première caisse d'épargne du canton de Vaud (1814), l'ouverture des Ateliers de constructions mécaniques de Vevey (1842) et la création de la manufacture de tabac Rinsoz & Ormond (1852). Vevey devient un centre important de l'industrie chocolatière : sous François-Louis Cailler, la première chocolaterie de Suisse est fondée en 1819. Au cours du XXe siècle, il y a eu plusieurs crises, notamment dans l'industrie horlogère dans les années 1930 et dans le tourisme pendant la Seconde Guerre mondiale. En conséquence, la diversification a eu lieu dans de nombreux secteurs économiques. La récession de 1974 et 1975 a également frappé durement l'industrie, entraînant de nombreuses fermetures d'usines et un déclin démographique d'environ 2 000 personnes en 10 ans.
Aujourd'hui, il y a environ 11 000 emplois à Vevey.
L'entreprise la plus importante à ce jour est Nestlé S.A., le plus grand groupe agro-alimentaire au monde, dont le siège social est à Vevey. Il existe également de nombreuses autres entreprises dans l'industrie alimentaire et des boissons, l'industrie pharmaceutique, l'imprimerie et l'édition, la construction d'appareils, la mécanique de précision et la microtechnique. Vevey abrite également des banques et des compagnies d'assurance, des autorités municipales et de district et la compagnie d'électricité Holdigaz. La ville compte deux hôpitaux régionaux jusqu'en 2019, l'Hôpital de la Providence (depuis 1933) et l'Hôpital du Samaritain (depuis 1956). Ils sont remplacés à cette date par un hôpital régional situé à Rennaz.
Voici une liste des entreprises connues de Vevey : 
- Éditions de l'Aire, maison d'édition littéraire.
- Nestlé, multinationale de l'agroalimentaire, y a son siège social mondial.
- La Société des Entrepôts de Vevey, qui gère le Port franc de Vevey.

Autres entreprises, aujourd'hui disparues :
- Ateliers de constructions mécaniques de Vevey[33]
- CIPAG, entreprise créée en 1930 par Marcel Mutrux, spécialisée à l'origine dans la fabrication de chauffe-eau à gaz. Elle a connu un important développement et compté jusqu'à 220 collaborateurs. Cipag avec ses succursales en Suisse allemande et au Tessin a longtemps été le plus grand fournisseur de Suisse de chauffe-eau à gaz et électriques. L'entreprise s'est diversifiée au cours du temps dans la fabrication de chaudières et dans la construction d'appareils spéciaux (chaudronnerie fer et inox). Une nouvelle usine a été construite à Puidoux en 1986. En 2011, Cipag a été absorbée par Elcotherm, filiale du groupe Ariston.
- TUSA, entreprise créée en 1937 spécialisée dans les tubes aluminium. En 2016, la société, alors propriété du groupe italien Scandolara, est délocalisée en Italie. Sa production était de 60 millions de tubes par année[34].

## Politique

### Conseil communal
Résultats des dernières élections au Conseil communal
|                   |                                    |           |       |        |  |  |  |  |  |  |  |  |  |  |  |  |  |  |  |
| Partis            | Partis                             | Suffrages | %     | Sièges |  |  |  |  |  |  |  |  |  |  |  |  |  |  |  |
|                   | décroissance alternatives (da.)    | 113 452   | 22,60 | 23     |  |  |  |  |  |  |  |  |  |  |  |  |  |  |  |
|                   | Parti libéral-radical (PLR)        | 107 699   | 21,45 | 22     |  |  |  |  |  |  |  |  |  |  |  |  |  |  |  |
|                   | Les Verts                          | 66 425    | 13,23 | 13     |  |  |  |  |  |  |  |  |  |  |  |  |  |  |  |
|                   | Parti socialiste (PS)              | 57 072    | 11,37 | 12     |  |  |  |  |  |  |  |  |  |  |  |  |  |  |  |
|                   | EN AVANT VEVEY! (EAV)              | 49 929    | 9,94  | 10     |  |  |  |  |  |  |  |  |  |  |  |  |  |  |  |
|                   | Vevey Libre (VL)                   | 42 120    | 8,39  | 9      |  |  |  |  |  |  |  |  |  |  |  |  |  |  |  |
|                   | Union démocratique du centre (UDC) | 27 075    | 5,39  | 6      |  |  |  |  |  |  |  |  |  |  |  |  |  |  |  |
|                   | Alliance Centriste Veveysanne      | 26 489    | 5,27  | 5      |  |  |  |  |  |  |  |  |  |  |  |  |  |  |  |
| Suffrages valides | Suffrages valides                  | 501 923   | 96,56 | 100    |  |  |  |  |  |  |  |  |  |  |  |  |  |  |  |
| Suffrages blancs  | Suffrages blancs                   | 17 877    | 3,44  |        |  |  |  |  |  |  |  |  |  |  |  |  |  |  |  |
| Total             | Total                              | 519 800   | 100   |        |  |  |  |  |  |  |  |  |  |  |  |  |  |  |  |

| Date | PS | PRD | PLS | PLR | VL | DA | PDC | UDC | Verts | EAV |
| ---- | -- | --- | --- | --- | -- | -- | --- | --- | ----- | --- |
| 2006 | 30 | 14  | 12  | -   | 13 | 8  | 8   | 8   | 7     | -   |
| 2011 | 28 | -   | -   | 22  | 13 | 7  | 7   | 11  | 12    | -   |
| 2016 | 19 | -   | -   | 21  | 17 | 16 | 6   | 10  | 11    | -   |
| 2021 | 12 | -   | -   | 22  | 9  | 23 | 5   | 6   | 13    | 10  |

### Municipalité
La Municipalité (Conseil municipal) constitue l'exécutif des communes du canton de Vaud.
| Composition actuelle 2021-2026                                                                                | Municipaux                     |
| --- | ------------------------------ |
| Secrétariat général, Relations humaines, Finances, Systèmes d’information et Affaires intercommunales         | Yvan Luccarini (syndic, da.)   |
| Accueil et population, Cohésion sociale, Durabilité et Association régionale de l’action sociale              | Gabriela Kämpf (da.)           |
| Famille, éducation et sports et Animation - Jeunesse                                                          | Laurie Willommet (PS)          |
| Culture et Association Sécurité Riviera                                                                       | Alexandra Melchior (Les Verts) |
| Urbanisme et mobilité et Service intercommunal de gestion                                                     | Antoine Dormond (Les Verts)    |
| Bâtiments, gérance et énergie                                                                                 | Pascal Molliat (VL)            |
| Travaux publics, espaces verts et entretien, Economie et tourisme, vignes et Service intercommunal de gestion | Vincent Imhof (PVL)            |

| Candidats                   | Candidats                    | Partis                       | Premier tour | Premier tour | Second tour | Second tour |
| Candidats                   | Candidats                    | Partis                       | Voix         | %            | Voix        | %           |
| --------------------------- | ---------------------------- | ---------------------------- | ------------ | ------------ | ----------- | ----------- |
|                             | Yvan Luccarini               | da.                          | 1 704        | 30,52        | 2 326       | 47,91       |
|                             | Valentin Groslimond          | PLR                          | 1 529        | 27,38        | 2 088       | 43,01       |
|                             | Christophe Ming              | PLR                          | 1 509        | 27,02        | 2 068       | 42,60       |
|                             | Gabriela Kämpf               | da.                          | 1 381        | 24,73        | 2 247       | 46,28       |
|                             | Loïc Brawand                 | PLR                          | 1 273        | 22,80        | 1 991       | 41,01       |
|                             | Antoine Dormond              | Les Verts                    | 1 259        | 22,55        | 2 442       | 50,30       |
|                             | Nana Sjöblom                 | da.                          | 1 204        | 21,56        | 1 952       | 40,21       |
|                             | Laurie Willommet             | PS                           | 1 105        | 19,79        | 2 381       | 49,04       |
|                             | Alexandra Melchior           | Les Verts                    | 1 020        | 18,27        | 2 137       | 44,02       |
|                             | Colin Wahli                  | Les Verts                    | 998          | 17,87        | retrait     | retrait     |
|                             | Vincent Imhof                | PVL                          | 932          | 16,69        | 2 245       | 46,24       |
|                             | Pierre Butty                 | PS                           | 863          | 15,45        | retrait     | retrait     |
|                             | Pascal Molliat               | VL                           | 855          | 15,31        | 2 178       | 44,86       |
|                             | Jérôme Christen              | VL                           | 838          | 15,01        | retrait     | retrait     |
|                             | Oliver Ghorayeb              | EAV                          | 723          | 12,95        | retrait     | retrait     |
|                             | Anne Francine Simonin        | VL                           | 666          | 11,93        | retrait     | retrait     |
|                             | Dominique Besson             | PS                           | 637          | 11,41        | retrait     | retrait     |
|                             | Bastien Schobinger           | UDC                          | 623          | 11,16        | retrait     | retrait     |
|                             | Marcia Ciana                 | EAV                          | 603          | 10,80        | 357         | 7,35        |
|                             | Michel Agnant                | Perspectives                 | 384          | 6,88         | 391         | 8,05        |
|                             | Cihan Kirisci                | UDC                          | 346          | 6,20         | retrait     | retrait     |
|                             | Hans-Jürg Matter             | UpV                          | 249          | 4,46         | 270         | 5,56        |
|                             | Marie Moya                   | Perspectives                 | 246          | 4,41         | retrait     | retrait     |
|                             | 6 candidats avec moins de 2% | 6 candidats avec moins de 2% | 410          | 7,34         |             |             |
|                             |                              |                              |              |              |             |             |
| Votes valides (dont blancs) | Votes valides (dont blancs)  | Votes valides (dont blancs)  | 5 584        | 97,79        | 4 855       | 98,30       |
| Votes blancs                | Votes blancs                 | Votes blancs                 | 55           | 0,96         | 42          | 0,85        |
| Votes nuls                  | Votes nuls                   | Votes nuls                   | 126          | 2,21         | 84          | 1,70        |
| Total                       | Total                        | Total                        | 5 710        | 100          | 4 939       | 100         |

### Liste des syndics
- 1799-1803 : Louis-Phillipe de Mellet
- 1803-1806 : Étienne du Fresne
- 1806-1823 : Jean-Louis Couvreu de Dekersberg
- 1823-1832 : Jean-Samuel-Béat de Palézieux Dit Falconnet
- 1832-1837 : Paul-Henri Burnat
- 1837-1846 : Frédéric Couvreu
- 1846-1848 : Charles Dubois
- 1848-1851 : Jules Cuénod
- 1851-1853 : Eugène Dulon
- 1854-1857 : Alexandre Richard
- 1857 : Jules Cuénod
- 1858-1872 : Édouard Couvreu
- 1873-1876 : Jules Monnerat
- 1877-1879 : Alfred Loude
- 1879-1883 : Charles Nicati
- 1884-1888 : Alfred Reller
- 1888-1896 : Édouard Baer-Monnet
- 1897-1898 : Rodolphe Nicollier
- 1898-1912 : Jules Jomini, Parti radical-démocratique.
- 1912-1929 : Eugène Couvreu, Parti libéral.
- 1929-1936 : Gustave Chaudet, Parti bleu.
- 1937 : Mise sous régie[42]
- 1938-1960 : David Dénéréaz, Parti radical-démocratique.
- 1960-1976 : Jean Kratzer, Parti libéral suisse.
- 1976-1989 : Bernard Chavannes, Parti libéral suisse.
- 1990-2001 : Yves Christen, Parti radical-démocratique.
- 2002-2006 : Dominique Rigot, Parti radical-démocratique.
- 2006-2016 : Laurent Ballif, Parti socialiste suisse.
- 2016-2021 : Elina Leimgruber, Parti Les Verts.
- 2021-(...) : Yvan Luccarini, Décroissance Alternatives

### Jumelages
La commune est jumelée avec celles de Carpentras en France et Müllheim en Allemagne.

## Culture et patrimoine

### Patrimoine bâti
Plusieurs édifices et monuments veveysans sont reconnus d'importance nationale.
| Photo | Objet                                                               | Type | Type | Type | Type | Type | Type | Type | Adresse                            | Coordonnées                 |
| Photo | Objet                                                               | A    | Arch | B    | E    | M    | O    | S    | Adresse                            | Coordonnées                 |
| ----- | ------------------------------------------------------------------- | ---- | ---- | ---- | ---- | ---- | ---- | ---- | ---------------------------------- | --------------------------- |
|       | Alimentarium (Musée de l'alimentation)                              |      |      |      |      | M    |      |      | Quai Perdonnet 25                  | 46° 27′ 30″ N, 6° 50′ 47″ E |
|       | Château de l'Aile                                                   |      |      |      | E    |      |      |      | Grande Place 1                     | 46° 27′ 33″ N, 6° 50′ 27″ E |
|       | Cour au Chantre                                                     |      |      |      | E    |      |      |      | Rue du Simplon 22                  | 46° 27′ 36″ N, 6° 50′ 44″ E |
|       | Hôtel des Trois Couronnes                                           |      |      |      | E    |      |      |      | Rue du Château 1                   | 46° 27′ 30″ N, 6° 50′ 54″ E |
|       | Église catholique Notre-Dame                                        |      |      |      | E    |      |      |      | Rue des Chenevières                | 46° 27′ 32″ N, 6° 51′ 10″ E |
|       | La Grenette et Place du Marché                                      |      |      |      |      |      | O    |      | Grand-Place 29                     | 46° 27′ 38″ N, 6° 50′ 34″ E |
|       | Musée Jenisch (Musée des Beaux-Arts, Cabinet cantonal des estampes) |      |      |      |      | M    |      |      | Avenue de la Gare 2                | 46° 27′ 41″ N, 6° 50′ 43″ E |
|       | Musée de la confrérie des vignerons                                 |      |      |      |      | M    |      |      | Rue du Château 2 / Rue d'Italie 43 | 46° 27′ 29″ N, 6° 50′ 57″ E |
|       | Bâtiment administratif et Archives Historiques de Nestlé SA         |      | Arch |      | E    |      |      |      | Avenue Nestlé 55                   | 46° 28′ 00″ N, 6° 50′ 05″ E |
|       | Église orthodoxe                                                    |      |      |      | E    |      |      |      | Rue des Communaux 12               | 46° 27′ 43″ N, 6° 50′ 45″ E |
|       | Hôtel de ville                                                      |      |      |      | E    |      |      |      | Rue du Lac 2                       | 46° 27′ 32″ N, 6° 50′ 50″ E |
|       | Église réformée Saint-Martin                                        |      |      |      | E    |      |      |      | Boulevard Saint-Martin             | 46° 27′ 44″ N, 6° 50′ 49″ E |
|       | Musée suisse de l'appareil photographique                           |      |      |      |      | M    |      |      | Grande Place                       | 46° 27′ 36″ N, 6° 50′ 29″ E |
|       | Tour Saint-Jean et fontaine                                         |      |      |      |      |      | O    |      | Rue du Lac                         | 46° 27′ 32″ N, 6° 50′ 50″ E |
|       | Fontaine du Vieux-Mazel                                             |      |      |      |      |      | O    |      | Rue du Lac                         | 46° 27′ 32″ N, 6° 50′ 50″ E |

D'autres sont reconnus d'importance cantonale.
| Photo | Objet                                                               | Type | Type | Type | Adresse                            | Coordonnées                 |
| Photo | Objet                                                               | A    | C    | E    | Adresse                            | Coordonnées                 |
| ----- | ------------------------------------------------------------------- | ---- | ---- | ---- | ---------------------------------- | --------------------------- |
|       | Ancien bâtiment administratif Nestlé (act. Musée de l'alimentation) |      |      | E    | Quai Perdonnet 25                  |                             |
|       | Ancien Hôtel Moser avec dépendances et parc                         |      |      | E    | Boulevard Herni-Plumhof 3          |                             |
|       | Ancienne maison de la Part-Dieu                                     |      |      | E    | Rue d'Italie 2                     |                             |
|       | Archives communales                                                 |      | C    |      | Rue du Lac 2                       |                             |
|       | Bibliothèque municipale                                             |      | C    |      | Quai Perdonnet 33                  |                             |
|       | Casino du Rivage                                                    |      |      | E    | Rue Louis-Meyer 1                  |                             |
|       | Château bernois (avec Musée historique)                             |      |      | E    | Rue du Château 2 / Rue d'Italie 43 |                             |
|       | Collège                                                             |      |      | E    | Rue du Château 2                   |                             |
|       | Collège de la Veveyse                                               |      |      | E    | Rue du Torrent 27                  |                             |
|       | École du Clos                                                       |      |      | E    | Rue du Clos 15                     |                             |
|       | Église anglaise                                                     |      |      | E    | Route de Blonay 4                  |                             |
|       | Église réformée Sainte-Claire                                       |      |      | E    | Rue Sainte-Claire                  | 46° 27′ 32″ N, 6° 50′ 53″ E |
|       | Fontaine du Guerrier (Martin)                                       |      |      | E    | Rue du Centre                      |                             |
|       | Galerie du Rivage (ancien marché couvert)                           |      |      | E    | Rue du Torrent 5                   |                             |
|       | Gare                                                                |      |      | E    | Place de la Gare 3                 |                             |
|       | Hôtel du Lac                                                        |      |      | E    | Rue d'Italie 1                     |                             |
|       | Maison Le Castel (Mme de Warens)                                    |      |      | E    | Rue du Conseil 23                  |                             |
|       | Maison Paschoud (annexe maison de la Part-Dieu)                     |      |      | E    | Rue des Chenevières 1              |                             |
|       | Musée historique de Vevey                                           |      | C    |      | Rue du Château 2 / Rue d'Italie 43 |                             |
|       | Théâtre municipal                                                   |      |      | E    | Rue du Théâtre 4                   |                             |
|       | Tour et fontaine de l'Horloge (1773)                                |      | C    |      | Rue d'Italie                       |                             |

L'ancienne maison d'Herwarth (démolie et remplacée par le Casino du Rivage), faisait partie également du patrimoine remarquable de Vevey. Cette résidence de prestige, avec cour d'honneur, a été bâtie entre les années 1713 et 1728, sans doute par le banquier Aimé Grenier. Celui-ci vend en 1728 cette demeure « nouvellement bâtie » à Jacques-Philippe d'Herwarth, qui y apporte des modifications, comprenant notamment ses armoiries au fronton, ainsi que divers aménagements et décors intérieurs. Collaborent à ces travaux le sculpteur Philippe Chéret artiste originaire de Montpellier et le peintre piémontais Giuseppe Antonio Petrini. Ce dernier y réalise des plafonds peints illustrant une monumentale architecture feinte, décors qui ne sont pas sans rappeler ceux du grand salon d'Hauteville. Jacques-Philippe d'Herwarth acquiert en effet en 1734 la seigneurie de Saint-Légier et y fait reconstruire le prestigieux château d'Hauteville. L'ancienne maison d'Herwarth est transformée en douane cantonale en 1817 par l'architecte lausannois Henri Perregaux, puis est entièrement démolie en 1896.
Le marché couvert de Vevey est baptisé Galeries du Rivage dès son achèvement, en 1935. L'inventaire du Recensement architectural du canton de Vaud lui attribue une note 2, correspondant à un objet d'importance régionale. Cet ouvrage a été projeté dans le cadre d'un concours d'architecture, le premier prix allant aux architectes Henri Gross, Paul Lavenex et Eugène Mamin de Lausanne. Toutefois, le mandat d'exécution revient au bureau qui a obtenu le troisième prix, à savoir Maurice Schobinger (1891-1976) et Marcel Taverney (1898-1865) à Paris, avec Robert Gétaz (1906-1970), à Vevey. Le chantier de ce bâtiment audacieux débute en 1934 et s'achève une année plus tard. Il est réalisé essentiellement en béton armé, technique pour laquelle on fait appel à l'ingénieur Alexandre Sarrasin. La structure comprend une grande halle couverte d'une voûte quasi-parabolique, précédée d'un abri en forme de marquise "champignon". Par son langage formel, ce bâtiment se rattache au Mouvement Moderne, initié dans la région par la villa Le Lac construite par Le Corbusier en 1923-1924. Dès leur achèvement, Galeries du Rivage sont signalées dans le Journal de la construction en Suisse romande, et, en France, dans La Construction moderne. Inspirées des halles de Reims (1927), elles « constituent un ouvrage majeur dans le panorama de l'architecture moderne de l'entre-deux-guerres en Suisse romande »
.

### Musées

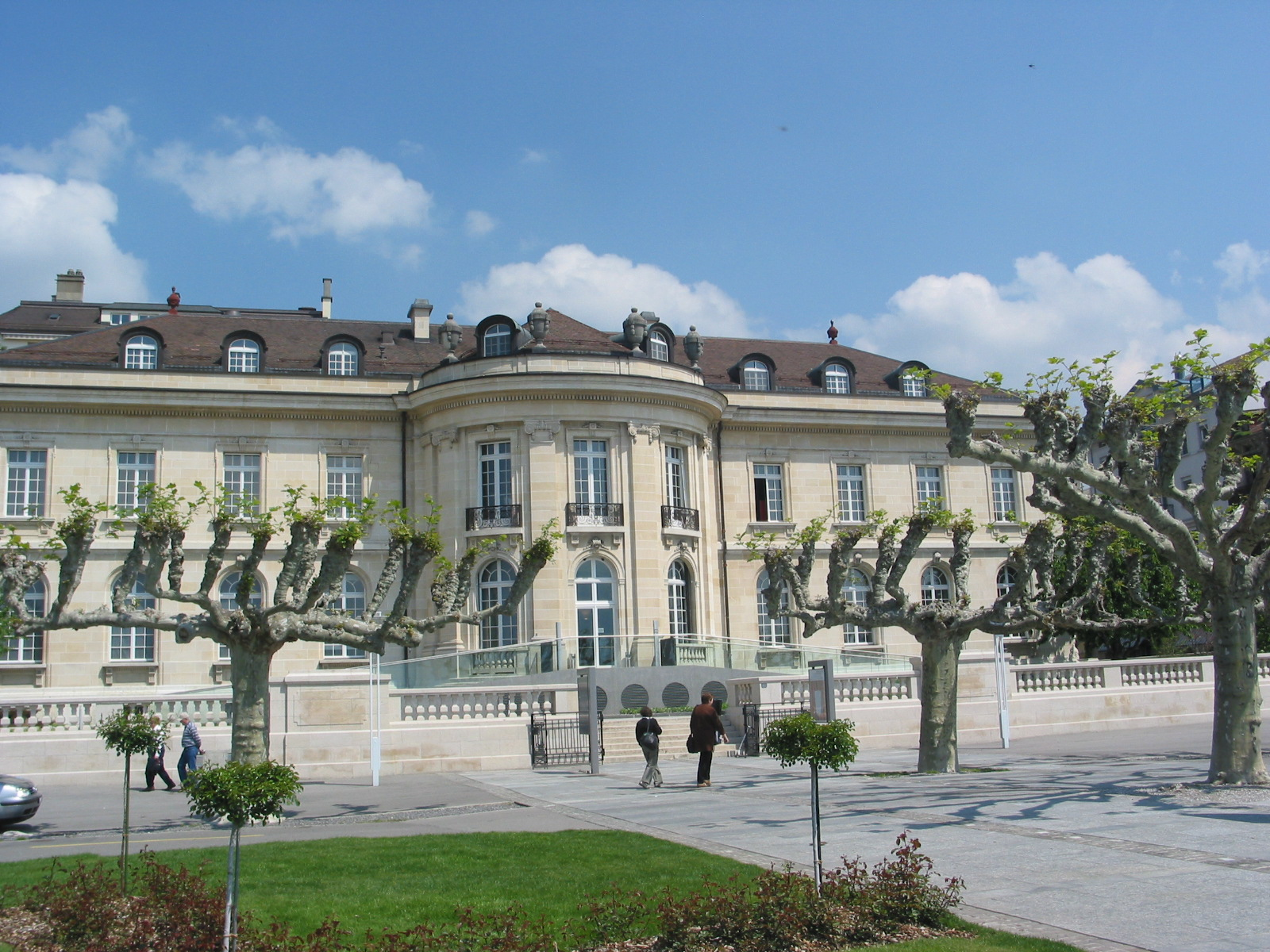
Le musée de l'alimentation à Vevey.

La commune compte plusieurs musées, parmi lesquels :
- Musée suisse de l'appareil photographique ;
- Alimentarium - Musée de l'Alimentation ;
- Musée Jenisch ;
- Musée historique de Vevey et musée de la Confrérie des vignerons.

### Théâtres
- Le Reflet - Théâtre de Vevey (1867-1868) par l'architecte Samuel Késer[46]
- Théâtre de poche de la Grenette
- Théâtre des Trois-Quarts
- Théâtre de l'Oriental
- Espace Guinguette
- Casino du Rivage (1906-1908) par l'architecte Charles Coigny[47]
- Théâtre de verdure au Jardin du Rivage

### Manifestations

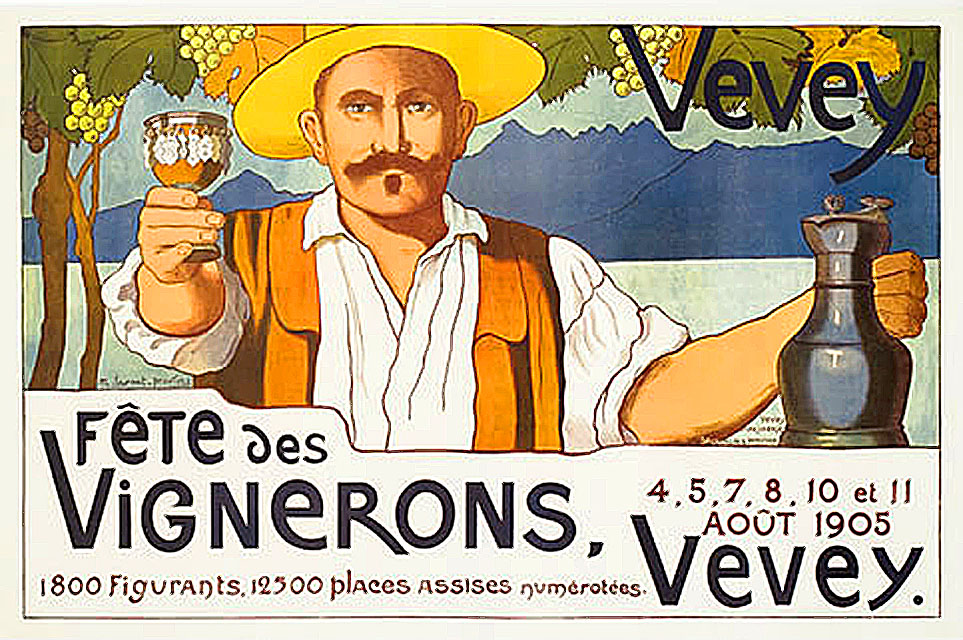
Affiche de la fête des vignerons de 1905.

- La Fête des Vignerons, qui a lieu tous les 25 ans environ. La dernière a eu lieu du 18 juillet au 11 août 2019[48].
- La foire de la Saint-Martin. Très ancienne foire d'automne organisée généralement le 2e ou 3e mardi de novembre, proche du 11 novembre, fête de Saint Martin, patron de la ville[49].

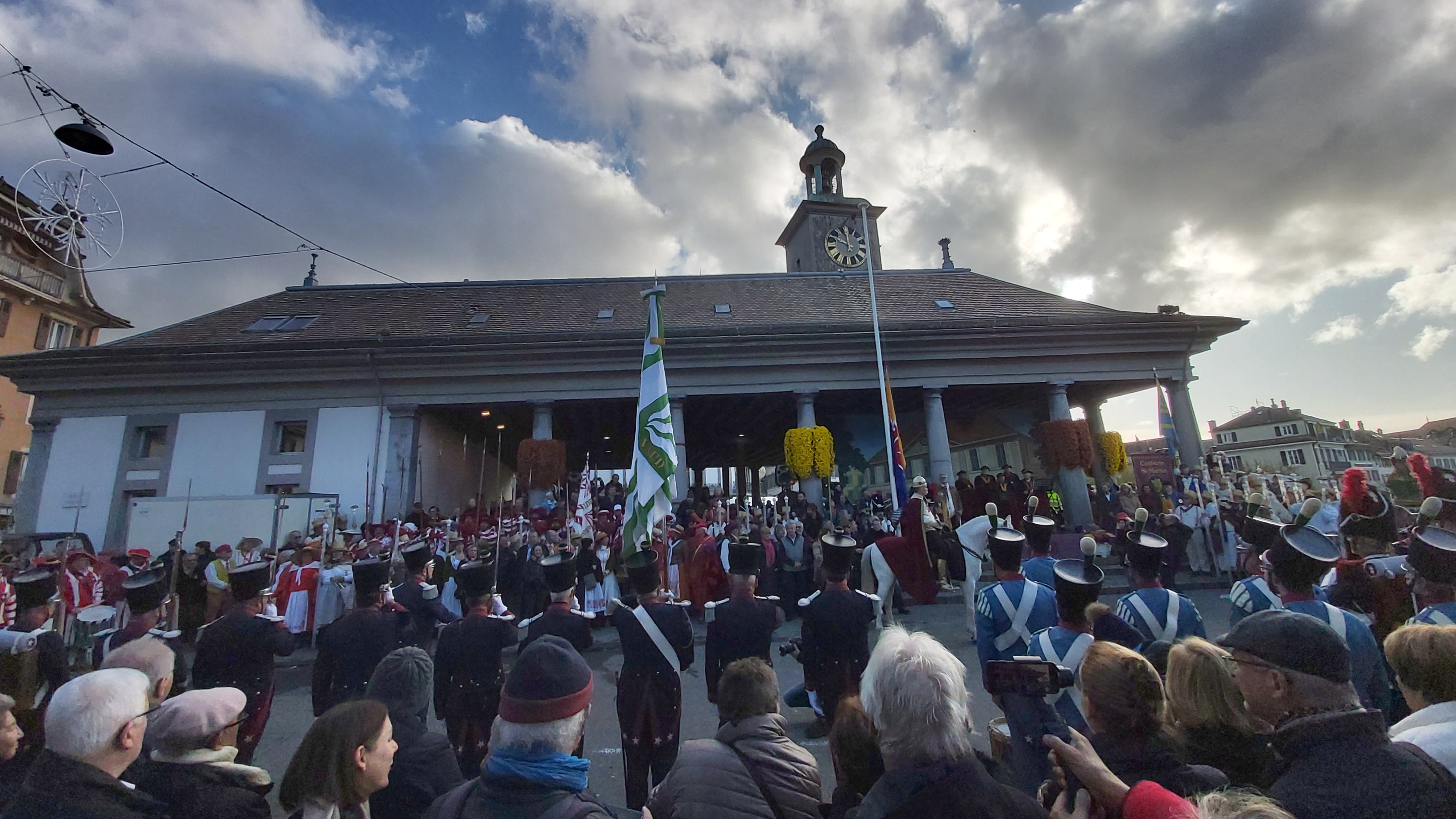
Ouverture de la foire de la St-Martin, Vevey.

- Le Concours international de piano Clara Haskil.
- Septembre musical Montreux-Vevey.

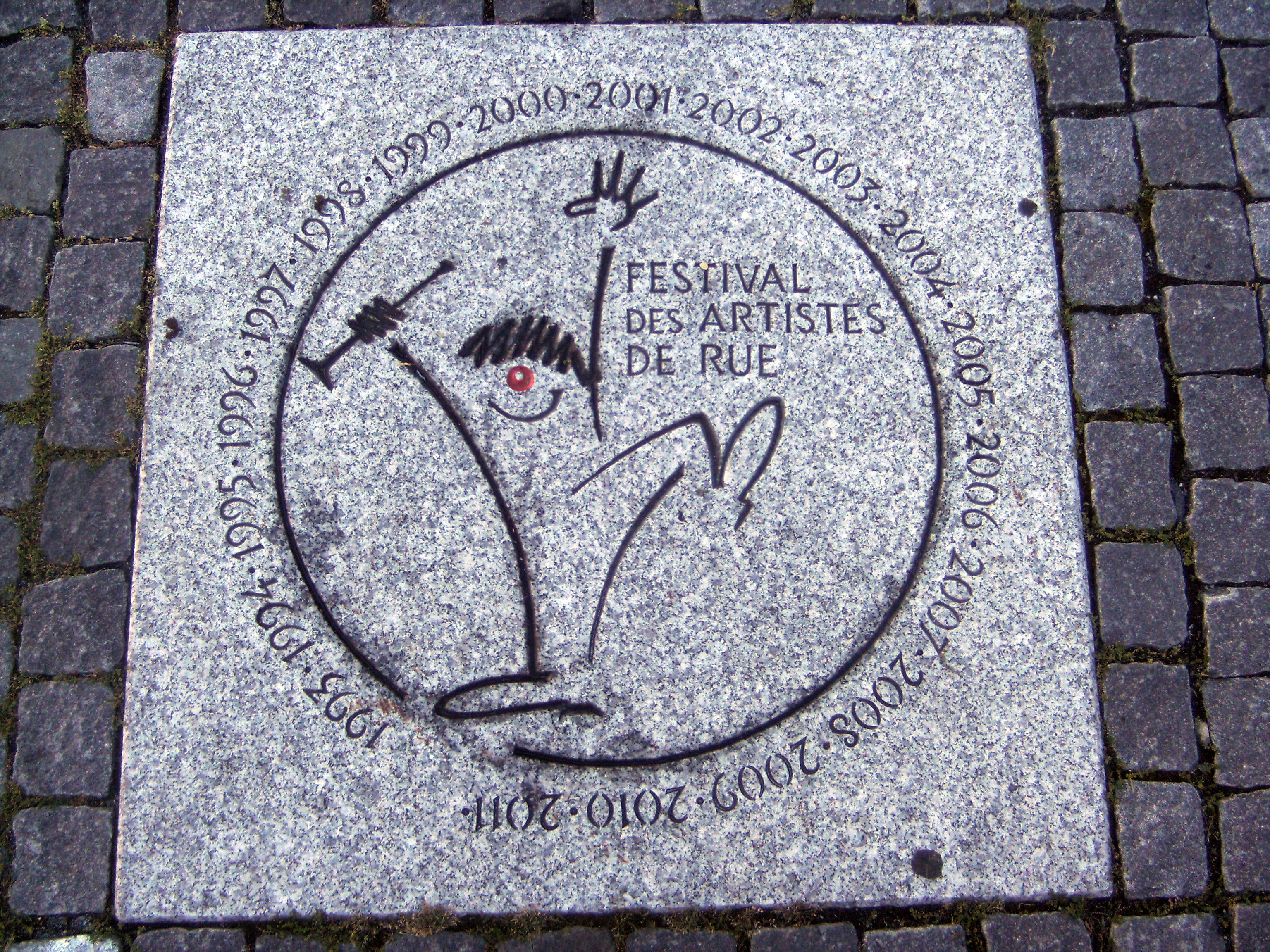
Festival des artistes de rue. Dalle commémorative sur la place Scanavin.

- Le Festival Images (festival de photographie en plein air, avec les Grand prix européen des premiers films et Grand prix international de photographie de Vevey).
- Festival des Artistes de Rue.
- Le VIFFF (Vevey International Funny Film Festival).

### Personnalités

#### Naissances à Vevey

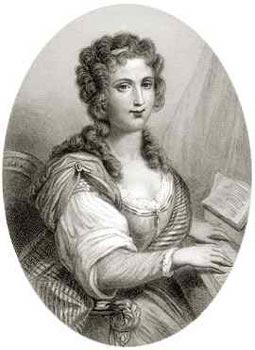
Portrait de Françoise-Louise de Warens.

- Jean-François Amiguet (1950-), cinéaste.
- Ernest Ansermet (1883-1969), chef d'orchestre.
- Henri Bercher (1877-1970), peintre.
- Anne-Marie Blanc (1919–2009), actrice.
- Géo H. Blanc (1908-1991), écrivain, auteur dramatique.
- Rodolphe Blanchet (1807-1864), vigneron, agronome, numismate et conservateur.
- Michel-Vincent Brandoin (1733-1790), peintre, auteur des plans des fontaines de la ville.
- Émile Burnat (1828-1920) ingénieur et botaniste.
- RAF Camora (1984-), rappeur et producteur de dancehall et hip-hop autrichien.
- François-Louis Cailler (1796–1852), fondateur de l'entreprise Cailler.
- Jean-Pascal Delamuraz (1936-1998), conseiller fédéral.
- François Aimé Louis Dumoulin (1753-1834), dessinateur, peintre et graveur.
- Louis Durand (1817-1890), professeur de théologie et peintre.
- François Louis Forney (1779, Vevey-1820, Paris), père d'Aimé Samuel Forney (1819, Paris-1879, Paris) homme d'affaires et philanthrope né en France, mais d'origine suisse.
- Jean Franel (1824-1885), architecte.
- Natacha Gachnang (1987-), pilote automobile.
- Samuel Gétaz (1866-1947), entrepreneur à l'origine de Getaz-Romang.
- Italo De Grandi (1912-1988), dessinateur, peintre et aquarelliste.
- Éric Gaudibert (1936-2012), compositeur
- Charles-Alphonse Gunthert (1878-1918), architecte.
- Carlo Hemmerling (1903-1967), musicien, compositeur et chef de chœur.
- Alain Huck (1957-), artiste.
- Jinks Kunst (1976-), artiste de street art.
- Charles Paul Dangeau de Labelye (1705-1761), ingénieur.
- Charles Marc Louis de Mellet (1760-1811), général des armées de la République Française et du 1er Empire, né à Vevey, décédé à Aizecourt-le-Haut (France).
- Jon Monnard (1989-), écrivain.
- Jules Monnerat (1820-1898), Président de la Compagnie du chemin de fer du Simplon, Syndic de Vevey (1873-1876), initiateur du rachat de Nestlé, président du conseil d'administration de Nestlé (1875-1899)[50].
- Blanche Monod (1880-1956), artiste peintre.
- Claude Nicollier (1944-), premier astronaute suisse.
- Fred Nicole (1970-), grimpeur professionnel.
- Edmond de Palézieux (1850-1924), peintre.
- Gérard de Palézieux (1919-2012), peintre et graveur.
- Vincent Perdonnet (1768-1850), homme politique.
- Yoann Provenzano (1992-), humoriste.
- Benjamin Recordon (1845-1938), architecte.
- Francis Reusser (1942-2020), photographe et réalisateur.
- Luna Ribes (1994-), créatrice de mode.
- Pascal Richard (1964-), coureur cycliste.
- Steven-Paul Robert (1896-1985), artiste peintre.
- Rodo (1863–1913), sculpteur.
- Émile Romang (1863-1947), entrepreneur à l'origine de Getaz-Romang.
- Émile-Louis Roussy (1842-1920) chef d'entreprise suisse, président de la Société électrique Vevey-Montreux (1888-1904), vice-président de la Société romande d'électricité (1904-1913), administrateur de Peter-Kohler, président du conseil d’administration de la société Nestlé (1905-1920), de la Banque suisse et française à Paris[51].
- Thabo Sefolosha (1984-), joueur de basket-ball
- Olga Slom (1881-1941), artiste peintre
- Albert Urfer (1914-1985), pianiste et chansonnier
- Zabu Wahlen (1943-), tisserande et écrivain.
- Françoise-Louise de Warens (1699-1762), tutrice et maîtresse de Jean-Jacques Rousseau.

#### Ont vécu à Vevey

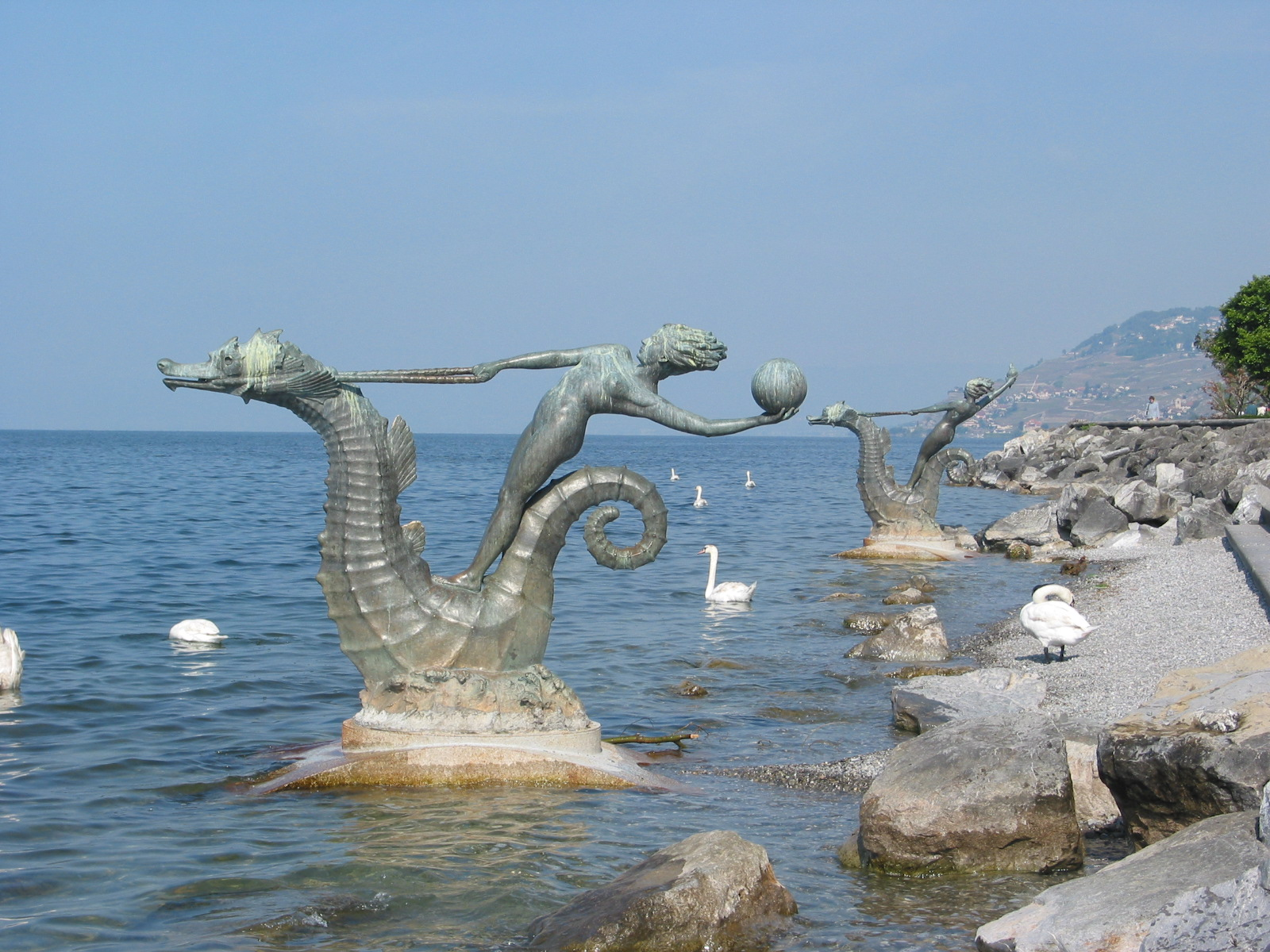
Statues de femmes chevauchant des hippocampes sur les rives du lac Léman. Sculptures d'Édouard-Marcel Sandoz.

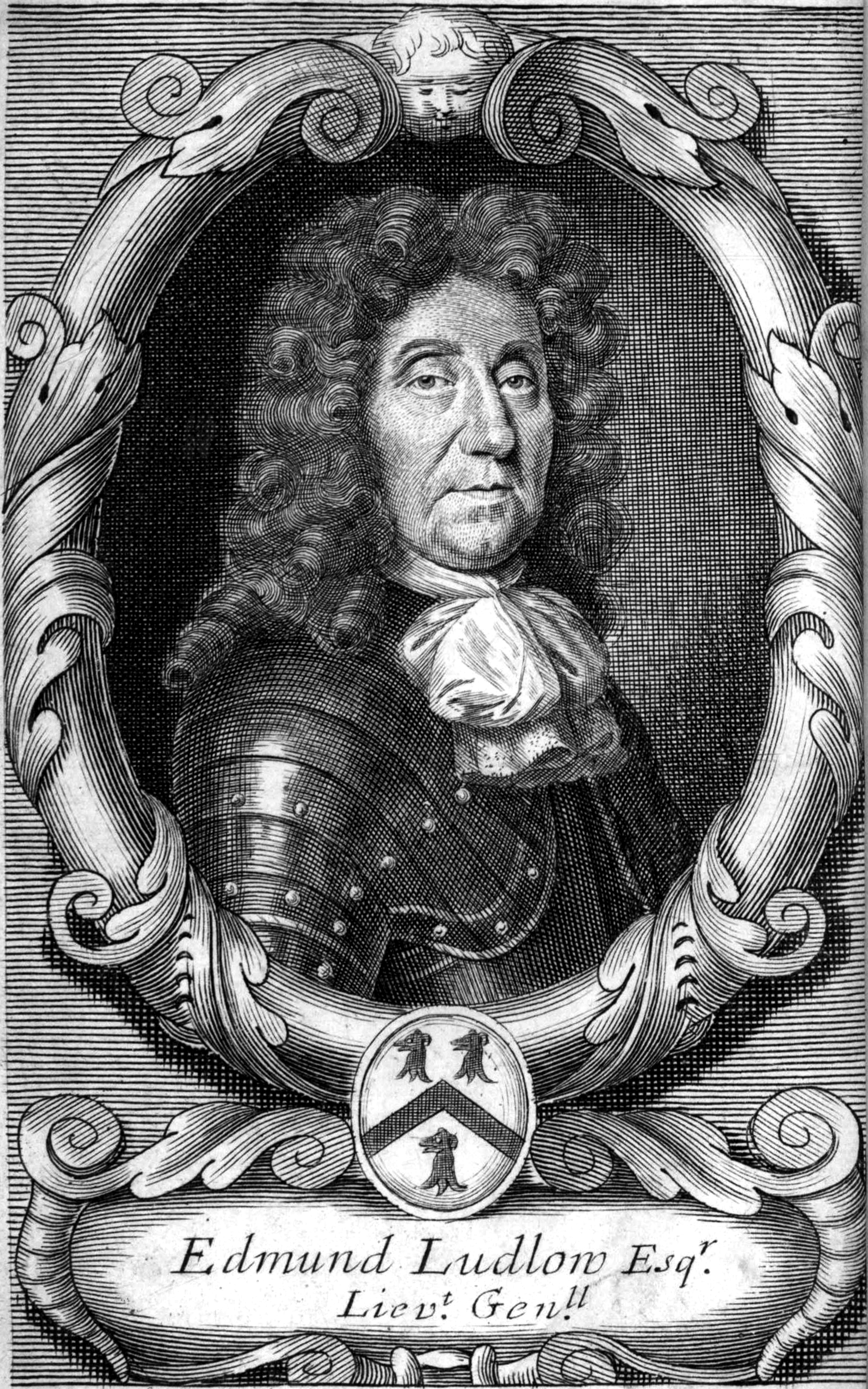
Portrait d'Edmund Ludlow.

- Olga Baclanova (1896-1974), actrice russe
- Nanette Bonnaveau (1787-1870), épicière, cuisinière et poète[52]
- Charlie Chaplin (1889-1977), acteur et cinéaste, a habité à Corsier-sur-Vevey de 1953 à sa mort en 1977[53].
- Hugues Cuénod (1902-2010), ténor
- Fiodor Dostoïevski (1821-1881), écrivain
- Ary Ecilaw (1854-1941), femme de lettres
- Gustave Eiffel (1832-1923), ingénieur, bâtisseur de la tour éponyme de 300 m à Paris.
- Daniele Finzi Pasca (1964-), auteur et metteur en scène de la Fête des Vignerons de 2019
- Clara Haskil (1895-1960), pianiste
- Fanny Jenisch (1801-1881), donatrice
- Paul Juon (1872-1940), compositeur d'opéra
- Hans Liebherr (1915-1993), fondateur du Groupe Liebherr
- Edmond Ludlow (1617–1692), homme politique anglais
- Jean Lurçat (1892 - 1966), peintre
- Jacqueline Mani (1931-), institutrice et cantatrice, directrice du chœur Papimoustache, auteur et compositeur de comédies musicales pour enfants[54].
- Henri Nestlé, pharmacien allemand, fondateur des farines lactées éponymes (à la base de Nestlé), habita Vevey de 1843 à 1875[55].
- Daniel Peter (1836-1919), fondateur de la marque de chocolat éponyme, inventeur du chocolat au lait en 1875, Conseiller municipal à Vevey (1893-1896)[56].
- Élisée Reclus (1830-1905), géographe, homme politique
- Carl Schuricht (1880-1967), chef d'orchestre
- Henryk Sienkiewicz (1846-1916), écrivain polonais, lauréat du prix Nobel de littérature en 1905
- Théophile Steinlen (1779-1847), Peintre et illustrateur (Fête des Vignerons de 1833)
- Georges Supersaxo (1450-1529), personnalité valaisanne
- Philippe Sylvestre Dufour (1622-1687), Auteur et apothicaire français, réfugié huguenot

#### Hôtes célèbres
- Fiodor Dostoïevski, écrivain, séjourna brièvement à Vevey en été 1868
- Gustave Eiffel, ingénieur, séjourna régulièrement à Vevey et y acquit (à l'emplacement actuellement occupé par le siège de la multinationale Nestlé) la villa Lucia (construite en 1886 pour le banquier veveysan William Cuénod par l'architecte Victor Chaudet), devenue, du temps d'Eiffel, villa Valentine, du nom de sa troisième fille, ou villa Claire. Elle fut démolie en 1978[57].

- Nicolas Gogol, écrivain russe, séjourne un mois à Vevey en automne 1836. Il y rédige partiellement son roman Les Âmes mortes
- Clara Haskil, pianiste, habita Vevey de 1951 à 1960
- Victor Hugo, écrivain, séjourna à Vevey en 1861
- Fredy Knie, directeur du cirque Knie.
- Maurice Koechlin, concepteur de la tour Eiffel et de l'armature de la statue de la Liberté, épousa Emma Rossier à Vevey en 1886
- Jules Massenet, compositeur, composa Esclarmonde en 1887 lors de son séjour au grand hôtel de Vevey
- Paul Morand, écrivain, diplomate et académicien, vécu en exil dans le château de l'Aile de 1948 à sa mort en 1976
- Romain Rolland, écrivain, futur Prix Nobel de littérature, séjourne à Vevey en été 1914, au début de la guerre, et plus tard à Villeneuve.
- Jean-Jacques Rousseau habita Vevey en 1731 au café de la Clef. Son roman Julie ou la Nouvelle Héloïse a pour cadre les environs de Vevey : « Lettres de deux amants habitant d'une petite ville au pied des Alpes ».

### Héraldique
| Blason | Blasonnement : Parti d'or et d'azur à deux lettres V entrelacés de l'un à l'autre. |